# Émeutes consécutives à la mort de Nahel Merzouk
Pour un article plus général, voir Mort de Nahel Merzouk.
Les émeutes consécutives à la mort de Nahel Merzouk sont des émeutes qui commencent le 27 juin 2023 à Nanterre, à la suite de la mort de Nahel Merzouk, un adolescent de 17 ans, tué à bout portant par balle par un policier dénommé Florian M., invoquant un refus d'obtempérer et la légitime défense — cette dernière est rapidement contestée par des vidéos et témoignages des passagers. Elles se propagent au reste de la France dans les jours qui suivent, ainsi qu'en Belgique et en Suisse.
Bien que plus courtes, ces émeutes et la répression sont plus intenses que celles de 2005 consécutives à la mort de Zyed Benna et Bouna Traoré, qui tentaient d'échapper à un contrôle de police.
Elles déclenchent de vifs débats en France aussi bien vis-à-vis de la légitimité des émeutes que de leurs causes, et sont couvertes médiatiquement à l'international, au prisme, selon les pays, des questions sécuritaires, culturelles, migratoires, raciales ou de violences policières dans la police française.
Le 5 juillet, la situation revient à la normale. Au total, le bilan est de 3 651 personnes arrêtées et 380 peines de prison ferme prononcées, ainsi que de deux morts. D'importantes dégradations, en particulier l'incendie de voitures et de bâtiments, sont également dénombrées, pour un montant estimé à 1 milliard d'euros environ.

## Événement déclencheur
Le 27 juin 2023, vers 8 h 15, Nahel Merzouk, âgé de 17 ans, franco-algérien, est tué par un policier aux abords de la place Nelson-Mandela, à Nanterre, dans les Hauts-de-Seine. Selon les autorités, le policier a tiré dans un contexte de légitime défense à la suite d'un refus d'obtempérer,,. Cette version est contredite en grande partie par des vidéos de l'événement, mises en ligne sur les réseaux sociaux où elles sont devenues rapidement virales,.
Le policier auteur du tir, Florian M., placé en garde à vue, est mis en examen pour homicide volontaire et placé en détention provisoire le 29 juin. Il a fait partie de la compagnie de sécurisation et d'intervention 93, dont le préfet de police Didier Lallement avait annoncé la dissolution avant d'y renoncer : la compagnie était visée par 17 enquêtes judiciaires pour « violences, propos racistes, interpellations illégitimes, racket de dealers, faux et usage de faux… ». Il a également fait partie de la brigade de répression de l'action violente motorisée, « unité décriée » pour les consignes reçues « d'aller au contact des manifestants » qu'il a rejointe peu après sa création, le 1er octobre 2020.
Le procureur de la République de Nanterre, Pascal Prache, estime que les conditions de l'usage de l'arme n'étaient « pas réunies ». Par ailleurs, il détaille lors d'une conférence de presse le récit de cette course-poursuite et indique que le jeune homme était « connu des services de police » mais que son casier judiciaire était vierge, contrairement à ce qui avait été relaté préalablement dans les médias.
Le 30 juin, le troisième passager à bord du véhicule déclare que Nahel Merzouk a reçu plusieurs coups de crosse. Selon ce témoin, le troisième coup aurait fait lâcher la pédale de frein au conducteur, ce qui aurait conduit la voiture à avancer, car la boîte de vitesses est automatique. Cette version diffère de celle présentée par la police, où selon Laurent Nuñez, « le conducteur avait d'abord éteint le moteur, redémarré le véhicule, puis est parti. C'est dans ce contexte que le policier a fait usage de son arme à feu ».

## Chronologie
Le rapport du Sénat identifie deux phases :
- à partir du 27 juin 2023, une phase « émotionnelle » (sic) liée à la mort de Nahel Merzouk et accompagnées d'une « charge politique » (sic)
- à partir du 30 juin 2023 et du premier juillet, une « phase insurrectionnelle » (sic), pillages à l'échelle nationale

### Juin 2023

#### 27 juin
Des émeutes et violences urbaines éclatent dans plusieurs quartiers de Nanterre et celui de la Plaine Gare, limitrophe de cette ville, le soir même de la mort de Nahel Merzouk,. Les émeutiers tirent des feux d'artifice et des projectiles sur la police, incendient des voitures, des abribus, des poubelles, dégradent plusieurs bâtiments et allument un incendie dans une école de musique,. Venu assurer son soutien aux manifestants, le député du Val-d'Oise Carlos Martens Bilongo est pris à partie par un groupe, qui l'accuse de récupération politique, et frappé par un coup de mortier d'artifice,,. Des feux sont également allumés le long des rails de la ligne A du RER. Vingt policiers sont légèrement blessés et dix véhicules de police dégradés. Trente et une personnes sont interpellées.
Dans les Hauts-de-Seine, des incendies de voitures et poubelles ont lieu à Asnières-sur-Seine, Clichy, Colombes, Courbevoie, Gennevilliers, Villeneuve-la-Garenne, Rueil-Malmaison, Suresnes, Boulogne-Billancourt, Bourg-la-Reine, Clamart, Montrouge, Bagneux, Vanves et Malakoff. Les forces de l'ordre font usage de grenades lacrymogènes et de lanceurs de balles de défense (LBD).
Dans les Yvelines, à Meulan-en-Yvelines, la maison de quartier est incendiée et un incendie est allumé sur la façade arrière d'un supermarché. À Mantes-la-Jolie, la mairie annexe du Val Fourré est incendiée.
En Seine-Saint-Denis, des incidents se produisent notamment à Saint-Denis, Montfermeil et Clichy-sous-Bois. Les forces de l'ordre effectuent plus de 46 tirs de LBD.
Des événements similaires sont signalés à d'autres endroits en France, dont Bordeaux, Lille, Creil et Roubaix[réf. nécessaire].

#### 28 juin

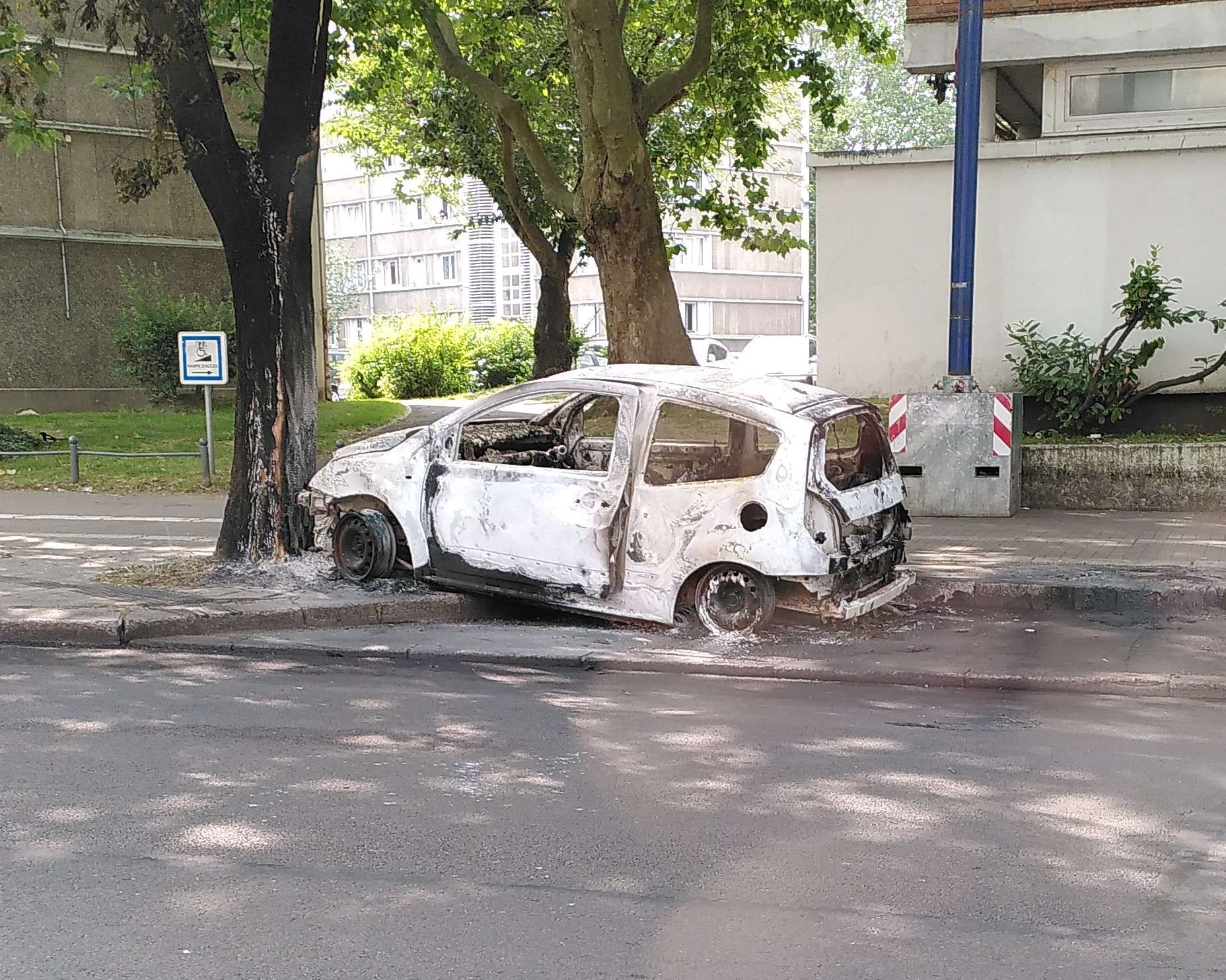
Citroën C2 incendiée, boulevard Louis-XIV, à Lille.

En réponse aux violences urbaines, les autorités déploient 2 000 policiers et militaires de la gendarmerie pour faire face aux risques d'émeutes. Cent-cinquante personnes ont été interpellées dans toute la France. Selon une source policière dont fait état le journal Le Parisien, 2 377 incendies sont recensés sur la voie publique, ayant affecté 609 véhicules et 114 bâtiments. Vingt-sept attaques de locaux de la police nationale sont également rapportées (dont sept par incendie), quatre contre des casernes de la gendarmerie, quatorze contre des locaux de police municipale (dont dix incendies). Huit mairies sont incendiées ou dégradées, six écoles et six bâtiments publics. Selon Gérald Darmanin 170 policiers et gendarmes ont été blessés et plus de 180 personnes ont été interpellées.
Dans les Hauts-de-Seine sont notés les événements suivants : nombreux affrontements et véhicules incendiés à Nanterre, commissariats attaqués à Suresnes, Bois-Colombes et à Gennevilliers, poste de police municipale attaqué à Meudon, incendie des chantiers de la médiathèque et d'un engin de chantier à Clichy, incendie d'une école à Puteaux, tramway incendié à Clamart, pillages à Colombes et mairies annexes attaquées à Meudon et Châtenay-Malabry. 34 personnes sont placées en garde à vue.
En Seine-Saint-Denis, l'AFP fait état de multiples feux de voitures et magasins, de pillages, de commissariats attaqués, de mairies dégradées, d'une médiathèque incendiée. Des supermarchés sont pillés. Les mairies de L'Île-Saint-Denis, Garges-lès-Gonesse et Mons-en-Barœul sont partiellement ou totalement incendiées.
À Paris, des affrontements ont lieu dans les 18e et 19e arrondissements et des feux sont allumés dans le 15e.
Dans le Val-de-Marne, la prison de Fresnes subit des tirs de mortier d'artifice et des supermarchés sont pillés. Dans le Val-d'Oise, à Cergy-Pontoise, le cinéma UGC est visé et un incendie se déclare dans le hall d'entrée, cependant sans gravité. À Viry-Châtillon dans l'Essonne, un bus est incendié en début de soirée, à proximité de la Grande Borne. À la suite de cela les réseaux de bus Keolis Meyer, TICE et Keolis Seine Essonne sont interrompus dès le soir du 28 juin et pour les journées suivantes.
À Toulouse, un important départ de feu et des affrontements dans le quartier de la Reynerie sont relevés. Treize personnes sont interpellées et vingt véhicules brûlés dans la nuit. À Laval, dans le quartier Saint-Nicolas, un McDonald's est incendié. Des émeutes sont signalées à Amiens, Creil, Nogent-sur-Oise, Dijon, Lyon, Lille, Saint-Étienne, Clermont-Ferrand, Strasbourg,. En Normandie, les villes de Rouen, Le Havre et Évreux connaissent des dégradations.
Au Bourget, le directeur de la sécurité et de la prévention, Romain Piccinini, ouvre le feu à 69 reprises pour défendre le poste de police municipale,.

#### 29 juin

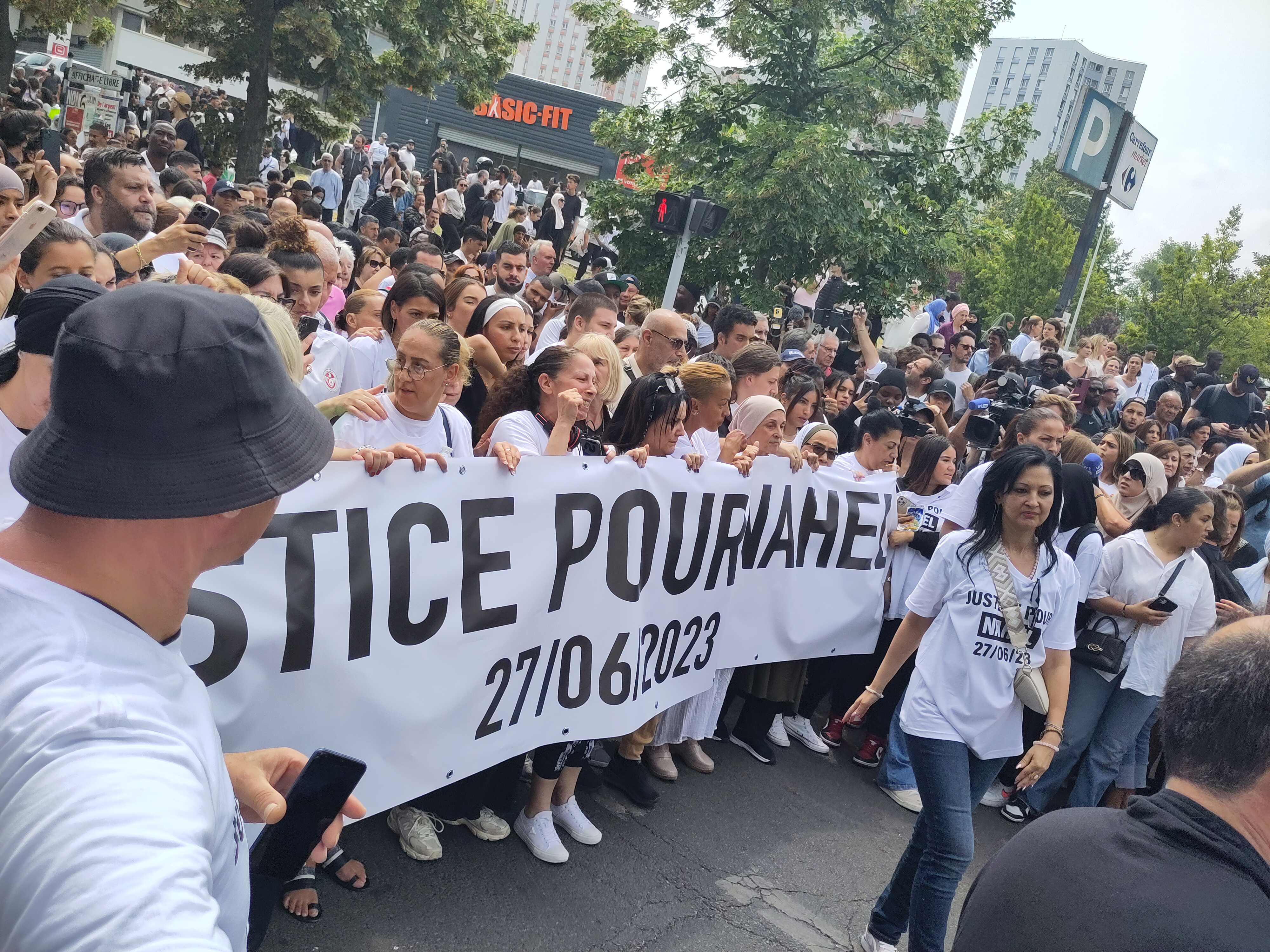
Marche blanche pour Nahel organisée par sa famille le 29 juin 2023- à Nanterre.

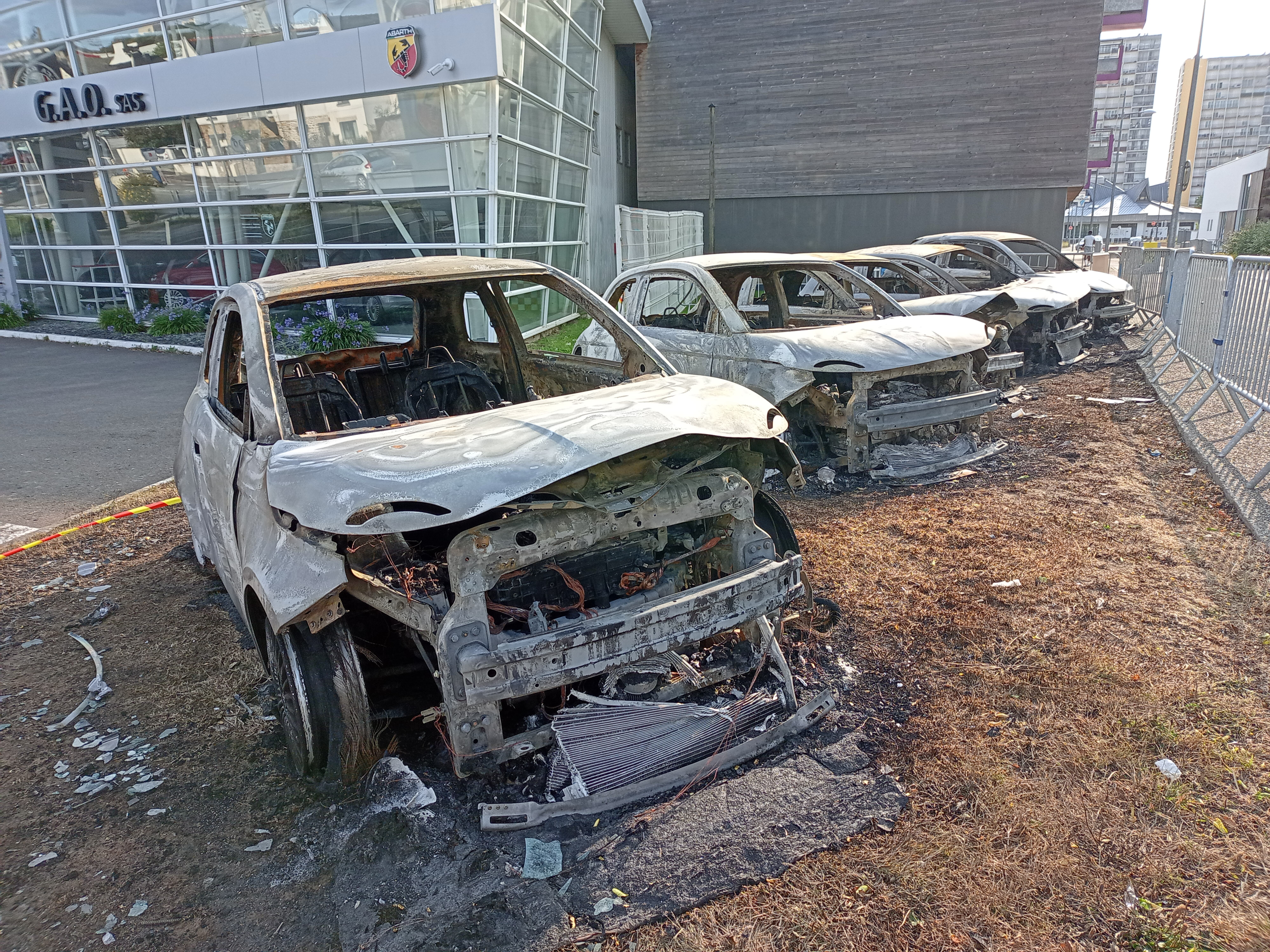
Véhicules incendiés dans une concession Abarth à Brest.

En marge de la marche blanche organisée pour rendre hommage à Nahel Merzouk, des heurts éclatent en fin d'après-midi à Nanterre. Le mémorial de la Déportation et de la Résistance est dégradé lorsque des émeutiers s'y groupent, proférant des insultes antisémites et taguant notamment « Nanterre nike les condés, Bande de chiennes, on va vous faire une Shoah »,.
Le ministre de l'Intérieur Gérald Darmanin annonce le déploiement de 40 000 policiers et  gendarmes. Le RAID, la BRI et le GIGN sont également engagés en réserve. Alors que 875 personnes sont interpellées dans la nuit, dont 408 à Paris et sa proche banlieue, 492 bâtiments subissent des dégradations, 2 000 véhicules sont brûlés et 3 880 incendies de voie publique allumés.
Valérie Pécresse, présidente de la région Île-de-France et d'IdFM, annonce que les bus et tramways ne fonctionneront plus après 21 h dans l'ensemble de la région. Quelques heures plus tard, certaines communes comme Clamart et Meudon décident d'instaurer un couvre-feu de 21 h à 6 h du matin, et ce, jusqu'au 3 juillet. Dans la métropole de Lille, les bus et les tramways ne circulent plus après 20 h.
À Paris, des pillages surviennent rue de Rivoli : 16 personnes sont interpellées. De nombreux incidents sont également signalés dans l'agglomération d'Orléans. Dans le Nord, à Sous-le-Bois, des maisons habitées et la mairie sont incendiées. Une pharmacie est pillée puis incendiée. À Valenciennes, un bowling est entièrement brûlé.
À Cayenne en Guyane, une personne est tuée par une balle perdue.
Les préfectures du Nord et du Pas-de-Calais prennent plusieurs mesures de sécurité : les rassemblements sont interdits, tout comme l'usage de feu d'artifice. De plus, un hélicoptère survole l'agglomération lilloise toute la nuit du 29 au 30 juin et le RAID est déployé dans la ville de Roubaix à la suite des émeutes survenues la veille. À Montpellier, Béziers et Nîmes, des feux de poubelles ainsi que quelques dégradations ont été constatées par les préfets de l'Hérault et du Gard, tandis que le rassemblement prévu en soirée à Montpellier est interdit par le Préfet. À Pau et ses environs, une médiathèque, un collège, un centre social (déjà attaqué et reconstruit l'année précédente) et un poste de police récemment inauguré sont caillassés et incendiés,,,,.
Contrairement aux émeutes de 2005, il est remarqué que des émeutes se propagent très rapidement à des villes moyennes, dont le cas emblématique est Montargis. La nuit dans cette ville connaît en effet au moins 200 émeutiers qui saccagent environ 70 magasins allant jusqu'à trois immeubles incendiés qui s'effondrent, les dégâts seraient comptés en millions d'euros.
À Vernon, plusieurs locaux d'associations dont ceux des Restos du Cœur sont incendiés. Dans l'Aisne, à Saint-Quentin, une dizaine de feux sont enregistrés dès 22h. Un magasin ainsi qu'une pharmacie sont incendiés plus tard dans la nuit. Plus tard, à Soissons, les pompiers interviennent également pour sept incendies, dont une crèche et le Centre communal d'action sociale. À Talence, dans l'agglomération de Bordeaux, le quartier de la Médoquine est le théâtre d'émeutes inattendues pour ce que Sud Ouest qualifie de « quartier lambda » : le bar-tabac, un magasin de téléphonie, un restaurant, une laverie, une pharmacie et le bâtiment d'une mutuelle sont attaqués et incendiés,.
À Besançon, dans le quartier populaire de Planoise, le supermarché Euromarket est pillé et une agence bancaire du Crédit mutuel est incendiée,,,.
Cette nuit voit se développer des menaces à l'intégrité physique d'élus comme les maires, phénomène qui se confirmera les quelques jours suivants. Ainsi, la maire de Pontoise, Stéphanie Von Euw, est ciblée par des émeutiers, le véhicule qu'elle conduisait ayant reçu des chocs et des tirs de feux d'artifice, ce qui lui aurait occasionné des acouphènes au tympan droit et une brûlure à la cheville droite.
Il est fait état d'un usage massif des messageries chiffrées comme WhatsApp et Telegram, alors que la fonction géolocalisation de certains réseaux sociaux comme Snapchat rend le regroupement des émeutiers plus aisé et plus rapide que lors des émeutes de 2005.

#### 30 juin

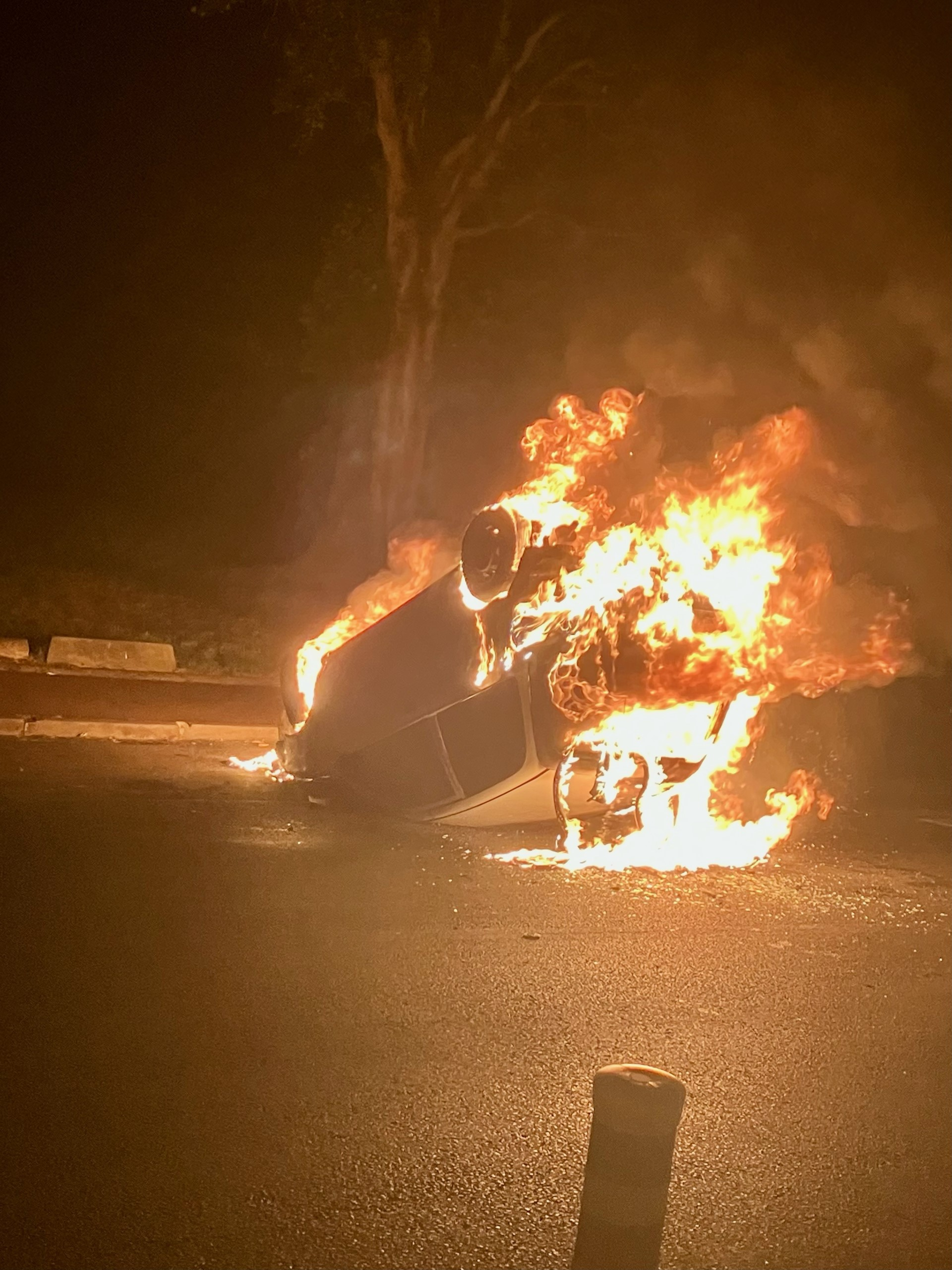
Voiture en flammes dans le quartier du Bois-l'Abbé à Champigny-sur-Marne.

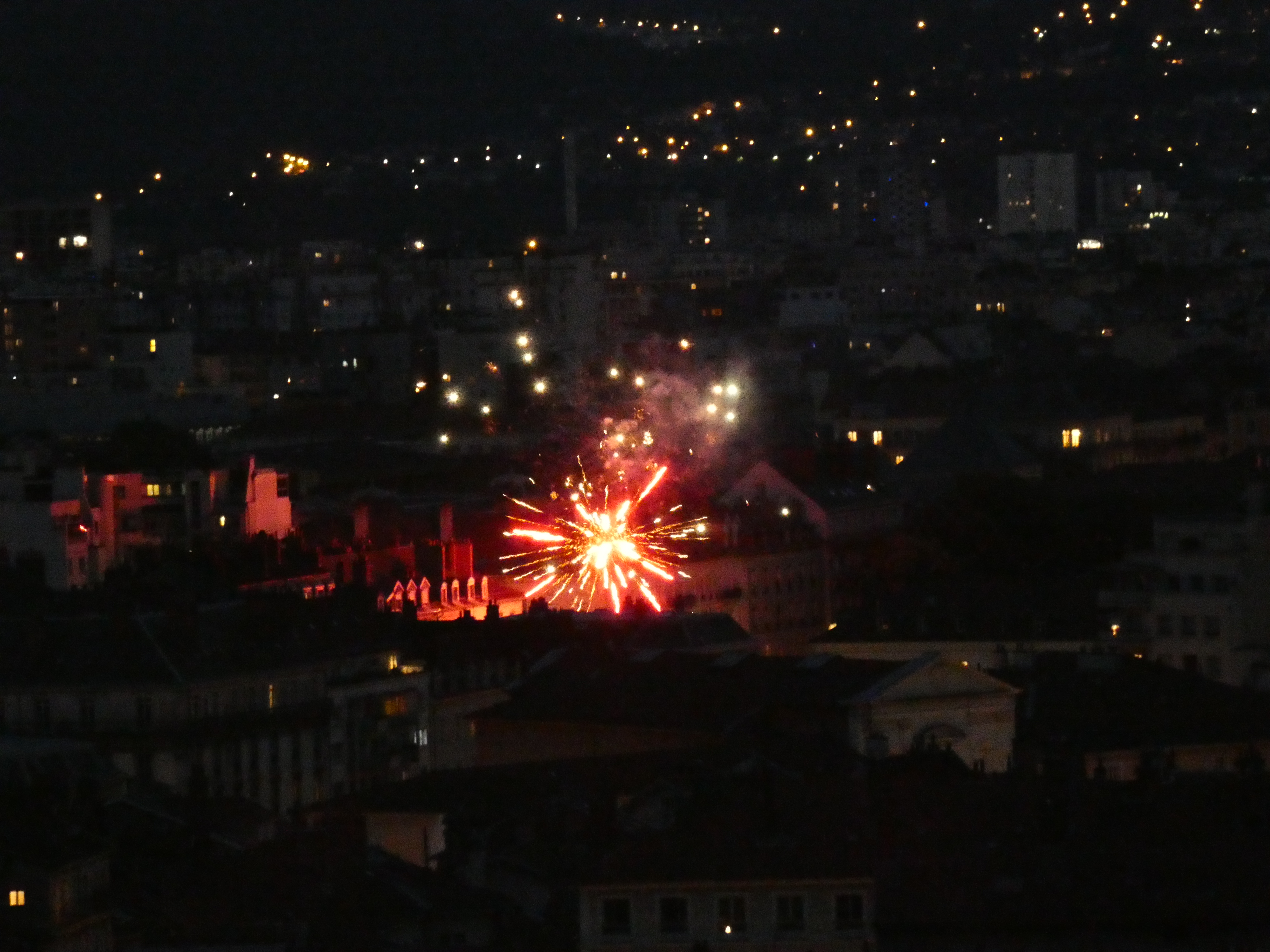
Tir de mortier de feu d'artifice à Grenoble.

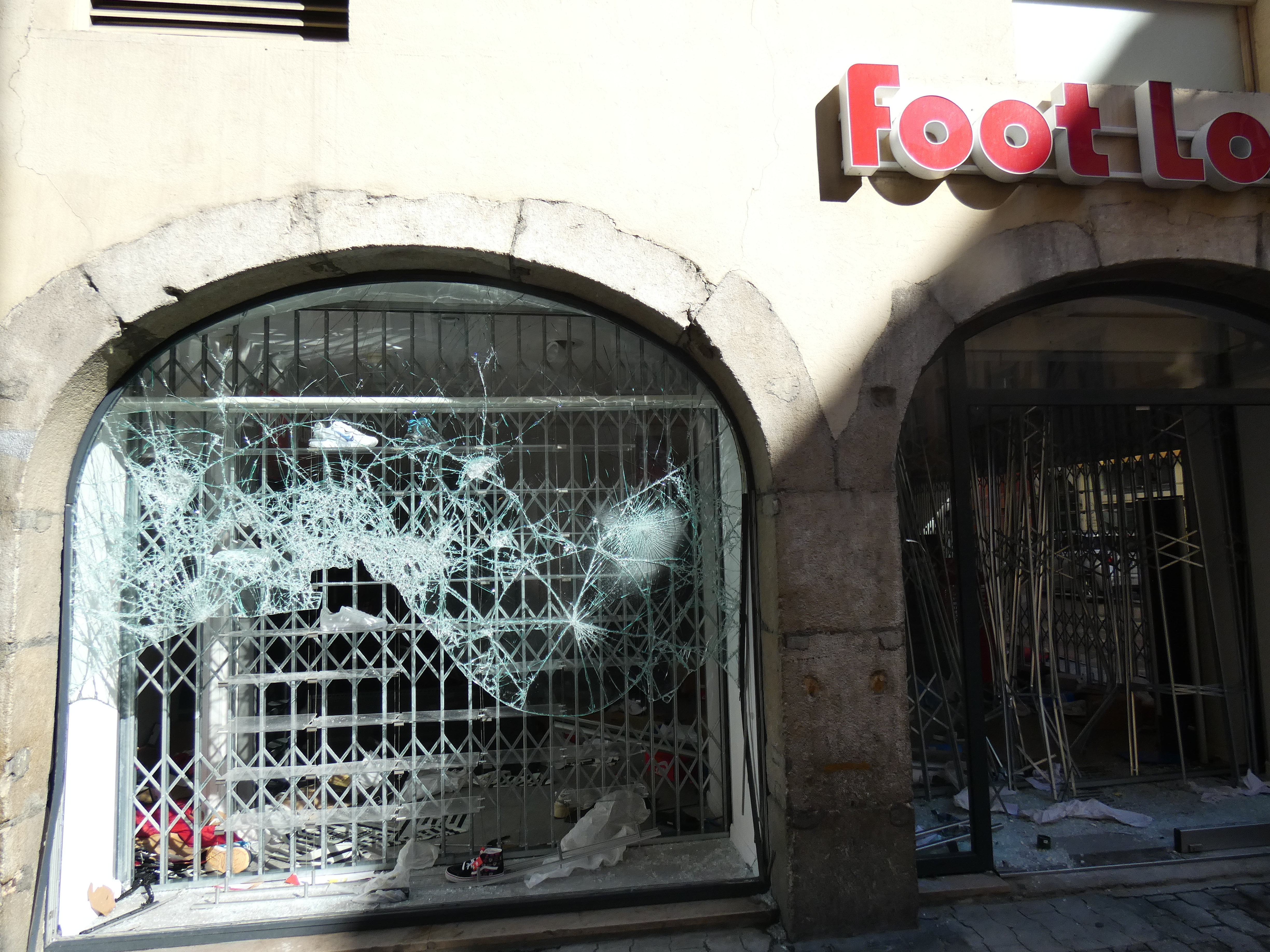
Magasin de chaussures Foot Locker vandalisé et pillé dans le centre de Grenoble.

Vers 1 heure du matin, la cabine d'une grue opérant sur le chantier de la place André-Abbal à Toulouse est incendiée. À la même heure, la mairie d'Achères est partiellement incendiée à la suite de tirs de mortiers d'artifice ayant détruit toutes les vitres du rez-de-chaussée.
Un train de fret est attaqué puis pillé par une dizaine d'émeutiers alors que celui-ci circulait à hauteur du quartier des Bars à Givors,.
À Nanterre, un photographe travaillant pour Le Point, Khanh Renaud, se fait violemment agresser par une dizaine d'émeutiers, alors qu'il couvrait les événements[source secondaire nécessaire],.
De nombreux centres commerciaux sont attaqués dès l'après-midi, comme celui de Rosny-sous-Bois. Des pillages de magasins, des affrontements avec les forces de l'ordre ont lieu dans de nombreuses villes, dont Strasbourg. Lyon et Marseille sont fortement touchées par des pillages dans leurs centres-villes durant la nuit du 30 juin au 1er juillet,,,.
Les syndicats Alliance Police nationale et UNSA Police, ayant obtenu près de la moitié des voix aux dernières élections professionnelles, décrivent dans un tract belliqueux des « hordes sauvages », de « nuisibles », et préviennent sur un ton menaçant le gouvernement Élisabeth Borne que ses actions seront scrutées par les policiers qui seront en « résistance ». Le communiqué est décrit comme ayant un caractère séditieux et comme appelant à la guerre civile, par les principales forces politiques de gauche. À la suite de cela, la branche UNSA Éducation, ainsi que Laurent Escure, le secrétaire général de l'UNSA ont condamné le communiqué,.
Les concerts de Mylène Farmer pour sa tournée Nevermore 2023 qui devaient se tenir le 30 juin et 1er juillet au stade de France à Saint-Denis sont annulés par la préfecture,.
Un arrêté préfectoral autorise « la captation, l'enregistrement et la transmission d'images au moyen de drones par la préfecture de police dans plusieurs communes » des Hauts-de-Seine et de la Seine-Saint-Denis, annonce la préfecture de police de Paris. Cette autorisation est valable jusqu'à 6 heures samedi 1er juillet.
À Vaulx-en-Velin, un homme tire sur des policiers à une distance d'environ 50 m. Quatre policiers blessés sont transportés à l'hôpital pour des examens. L'arme semble être un fusil à pompe ayant tiré des grenailles.
À Annonay, les émeutiers lancent plusieurs voitures contre les gendarmes et les sapeurs-pompiers, percutant un camion du SDIS.
Plusieurs groupuscules d'extrême droite, notamment L'Alvarium à Angers, effectuent des descentes au sein des émeutes en provoquant et en agressant des manifestants.
À Lorient, une rumeur est relayée par la presse locale, selon laquelle des militaires en civil auraient prêté main-forte de manière musclée aux forces de l'ordre face aux émeutiers. Cette rumeur est reprise au niveau national par des médias comme Médiapart, qui affirme qu'une « milice d'extrême droite » serait intervenue. Sur cette base, trois députés LFI, Frédéric Mathieu, Murielle Lepvraud et Mathilde Hignet procèdent à un signalement auprès du procureur.La rumeur est contestée par le commissariat de Lorient, et après une enquête d'un an, le parquet classe l'affaire face à l'absence d'élément.
À Annemasse, après l'incendie de la maison des Jeunes Nelson Mandela, dans le quartier du Perrier, Amine Mehdi, adjoint au maire a été pris à partie par un groupe d'émeutiers, blessé à la tête, aux bras et aux jambes. « En tant qu’élu et en m'engageant en politique, je savais que j'allais prendre des coups, mais pas des coups physiques »
Le ministre de l'Intérieur, Gérald Darmanin, annonce la mobilisation de 45 000 policiers et gendarmes, principalement issus de la direction centrale de la Sécurité publique et de la gendarmerie départementale, respectivement, pour la nuit du 30 juin au 1er juillet. Cette nuit-là, 1350 véhicules sont incendiés, 266 bâtiments incendiés ou dégradés, dont 26 mairies et 24 écoles, et 2 560 feux comptabilisés sur la voie publique. 31 commissariats, 16 postes de police municipale et 11 casernes de gendarmerie sont aussi visés durant la nuit.
Le 30 juin, une cagnotte est créée par Jean Messiha, polémiste d'extrême droite, pour soutenir la famille du policier mis en examen. Cette cagnotte fait rapidement polémique notamment du fait du montant atteint qui dépasse au bout de quelques jours 1 million d'euros. En parallèle, une autre cagnotte est lancée pour soutenir la mère de Nahel Merzouk, qui atteint dans le même temps environ 170 000 euros,,.

### Juillet 2023

#### 1erjuillet
Des incendies volontaires mobilisent les pompiers et des forces de l'ordre au Clou-Bouchet à Niort. Le maire Jérôme Baloge intervient, pour libérer la circulation.
À Montluçon, un élu est blessé à la tête par une pierre lancée par un émeutier et hospitalisé en urgence.
Une crèche est dégradée à Conflans-Sainte-Honorine, un local des Restos du cœur à Vaux-sur-Seine et un bureau de poste à Chanteloup-les-Vignes.
À Persan (Val-d'Oise), dans la nuit du 30 juin au 1er juillet, plusieurs émeutiers incendient la mairie de la commune et s'en prennent à d'autres bâtiments publics situés à proximité (poste de police municipale, conservatoire, etc).
Dans la soirée, des casseurs se rassemblent au Flon, un quartier de Lausanne en Suisse, vandalisant de nombreux magasins.
À Marseille, un homme meurt des suites d'un projectile de « type flash-ball »,.
La nuit du 1er au 2 juillet marque cependant un premier apaisement.

#### 2 juillet

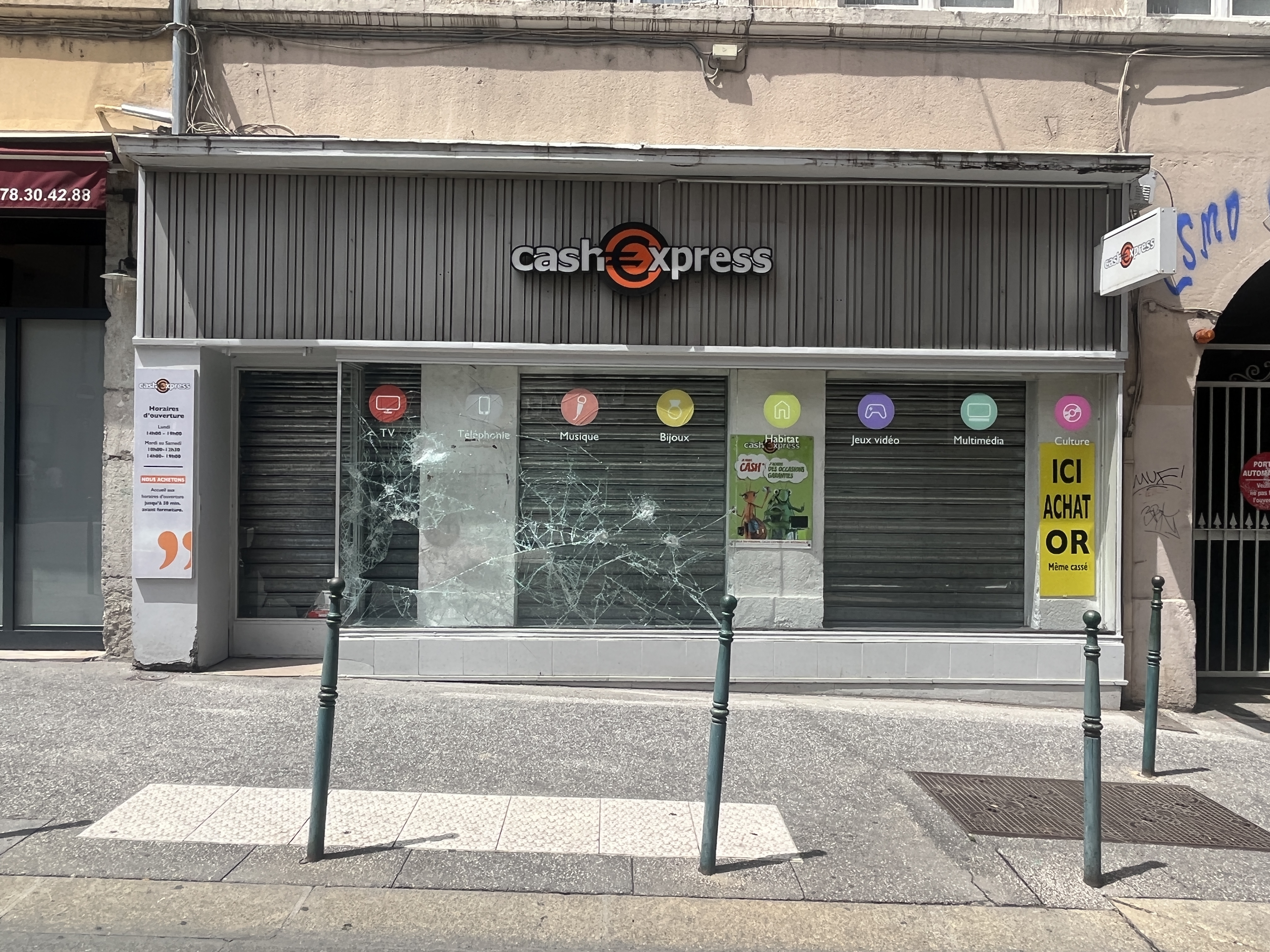
Magasin Cash Express dégradé à Lyon.

À L'Haÿ-les-Roses, vers 1 h 30, le domicile de Vincent Jeanbrun, maire de la commune, où dormaient sa femme et ses deux enfants âgés de 5 et 7 ans, est attaqué par une voiture-bélier en feu. Les auteurs mettent également le feu à la voiture de la famille, avant d'être mis en fuite par la police et les pompiers. Son épouse se fracture le genou dans la fuite alors que les émeutiers les ont pris en chasse et un de ses deux jeunes enfants est aussi blessé.
À Lyon, une centaine de militants d'extrême droite se rassemble devant l'hôtel de ville avant d'être dispersée par la police.
L'accalmie se poursuit, peu d'incidents et d'interpellations sont signalés.

#### 3 juillet
Le groupe d'hacktivistes Kromsec publie un document contenant les données personnelles de magistrats et d'avocats, d'après eux, en réponse aux émeutes. Le ministère de la Justice porte plainte.

#### 4 juillet
Un rassemblement programmé à 20 h sur la place Guichard à Lyon, est interdit dans la journée par la préfecture afin d'éviter tout débordement.

#### 5 juillet

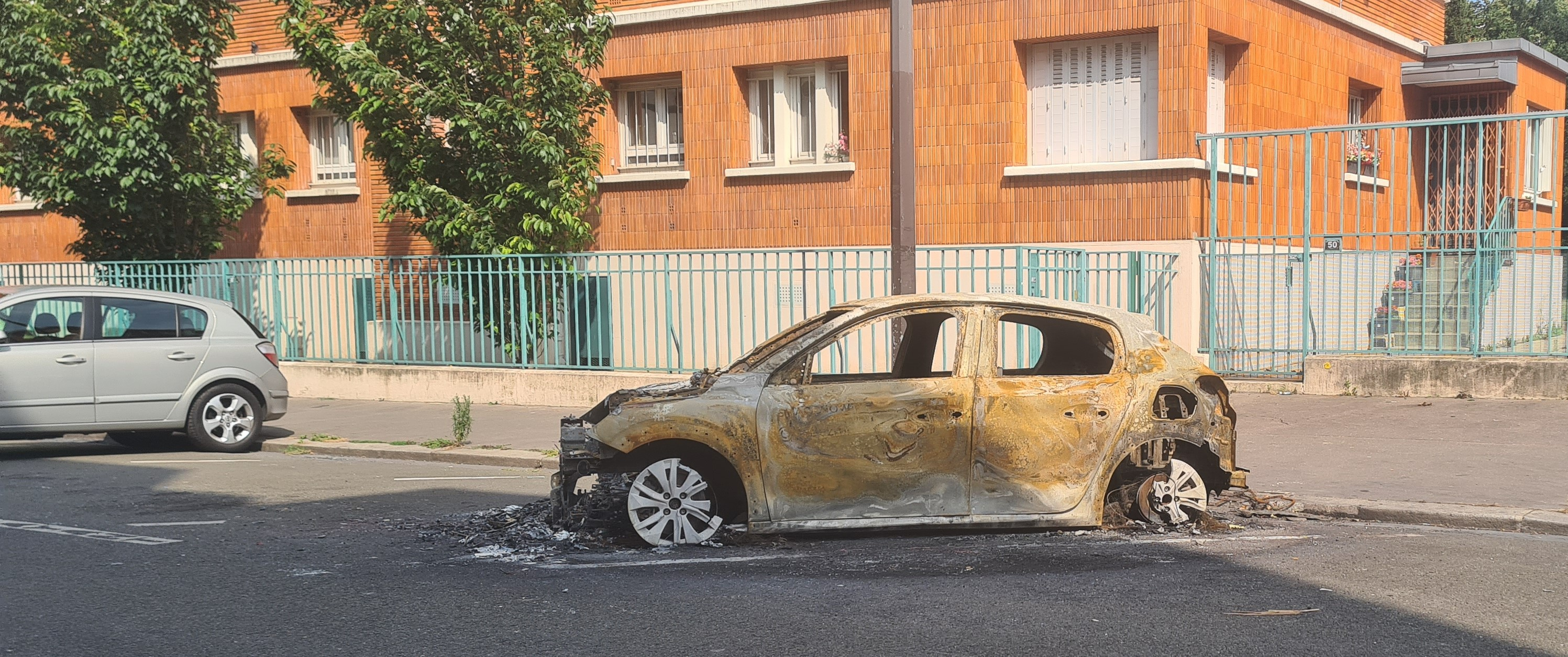
Peugeot 208 II incendiée dans le quartier des Épinettes à Paris.

Le Nouvel Observateur confirme une baisse des violences urbaines après une nuit du 5 ou 6 juillet avec 20 interpellations ont eu lieu. Un total de 81 incendies ou tentatives d'incendies ont aussi été comptabilisés sur la voie publique, en majorité des feux de poubelles. 55 véhicules ont été incendiés.
De nombreux médias estiment que les émeutes sont terminées à cette date. Rudy Manna, porte-parole du syndicat policier Alliance Sud, interrogé par CNews avance que les dealers et narcotraficants des quartiers populaires ont provoqué la fin des émeutes. Selon lui « Des dealers ont demandé aux émeutiers de cesser les violences pour reprendre le trafic de drogue »,. Cette hypothèse est jugée crédible par certains observateurs,. Le ministre de la transition écologique Christophe Béchu minimise cette hypothèse et estime que la fin des émeutes s'explique d'abord par l'action de la police et de l'État, mais aussi par la pénurie des mortiers d'artifice, l'arrestation de 4 000 « émeutiers », l'« appel à la responsabilité parentale » ou les « appels au calme ».

## Profil des émeutiers
Auditionné par la commission des lois du Sénat, le ministre de l'Intérieur, Gérald Darmanin, évoque « entre 8 000 et 12 000 » émeutiers, « peut-être un peu plus, peut-être un peu moins »,. Dans son rapport, la commission des lois du Sénat estime que « le nombre d’émeutiers pourrait davantage s’approcher des 50 000, ce qui semble plus crédible et cohérent ». Un tiers des personnes interpellées sont mineures et 60 % primo-délinquants. Le rapport donne pour les émeutiers le profil standard d'« un homme, de nationalité française, âgé de 23 ans en moyenne, célibataire, sans enfant, hébergé souvent par ses parents, ayant un diplôme de niveau secondaire, maximum baccalauréat, plutôt en activité »,. L'estimation la plus haute du nombre d'émeutiers provient de l'ancien directeur général de la sécurité extérieure, Pierre Brochand, qui, « en appliquant le ratio optimiste de 1 % aux effectifs appréhendés chaque nuit », parle d'« entre 100 000 et 200 000 personnes ».
Selon la préfecture de police de Paris, dans une étude menée sur un panel de 385 condamnations définitives, pour sa zone de compétence (Paris et la petite couronne), une grande majorité des émeutiers sont de nationalité française (environ 79%) mais originaire de l'immigration (2e ou 3e génération) du Maghreb et de l'Afrique subsaharienne.

### Motivations
Moins de 8 % des condamnés de cet échantillon « invoquent l’émotion provoquée par la mort de Nahel Merzouk comme la motivation de leur passage à l’acte » même si le cadre de leur prise de parole étant leur défense, ce qui les rend peu loquaces sur leurs motivations. Le rapport de la mission d'information transpartisane diligentée par le Sénat fait état d'une "colère, violemment exprimée à l’encontre des institutions et des représentants de l’autorité publique. Selon l’analyse des chercheurs en sociologie et sciences politiques interrogés par la mission, cette réaction violente procèderait d’un sentiment de relégation sociale, tenant à un désencrage, subi ou entretenu, entre les émeutiers et le reste de la population."

## Lieux
En termes de mortalité, les deux lieux touchés sont Cayenne (Guyane) et Marseille (Provence-Alpes-Côte d'Azur).
En termes de sinistres, les lieux les plus touchés sont l'Île-de-France (38,9 % des sinistres déclarés aux assureurs), l’Auvergne-Rhône-Alpes (13,1 % des sinistres) et les Hauts-de-France (8,6 % des sinistres). Ces trois régions à elles-seules représentent 60% des sinistres.

## Bilan
| Chronologie des émeutes de 2023                                                                         | Chronologie des émeutes de 2023 | Chronologie des émeutes de 2023 | Chronologie des émeutes de 2023 | Chronologie des émeutes de 2023 | Chronologie des émeutes de 2023 |
| --- | ------------------------------- | ------------------------------- | ------------------------------- | ------------------------------- | ------------------------------- |
| 27 juin 2023, Nahel Merzouk est tué à bout portant par un policier après un refus d'obtempérer allégué. |                                 |                                 |                                 |                                 |                                 |
| Bilan du…                                                                                               | Véhicules incendiés             | Bâtiments dégradés              | Interpellations                 | Policiers blessés               | Morts                           |
| 27 juin 2023                                                                                            | 115                             | 2                               | 31                              | 24                              | -                               |
| 28 juin 2023                                                                                            | 788                             | 142                             | 207                             | 174                             | -                               |
| 29 juin 2023                                                                                            | 1 919                           | 492                             | 875                             | 317                             | 1                               |
| 30 juin 2023                                                                                            | 1 585                           | 266                             | 1 311                           | 162                             | -                               |
| 1er juillet 2023                                                                                        | 958                             | 123                             | 773                             | 42                              | 1                               |
| 2 juillet 2023                                                                                          | 297                             | 34                              | 157                             | 3                               | -                               |
| 3 juillet 2023                                                                                          | 159                             | 24                              | 72                              | -                               | -                               |
| 4 juillet 2023                                                                                          | 78                              | 8                               | 16                              | -                               | -                               |
| 5 juillet 2023                                                                                          | 55                              | 1                               | 20                              | 1                               | -                               |
| Total :                                                                                                 | 5 954                           | 1 092                           | 3 462                           | 723                             | 2                               |
| Source : déclarations du ministère de l'Intérieur.                                                      |                                 |                                 |                                 |                                 |                                 |

Le 30 juin 2023, le bilan diffusé par le ministère de l'Intérieur fait déjà état de 515 blessés parmi les forces de l'ordre. Pour comparaison, en 2005, le total, après trois semaines d'affrontements, était de 224.
Au 2 juillet, selon les décomptes établis par le ministère de l'Éducation nationale, 210 établissements scolaires ont subi des incendies et des dégradations.
De nombreuses structures culturelles, et notamment des bibliothèques ont subi des dégradations.
Le 3 juillet, Île-de-France Mobilités dresse un premier bilan du coût des destructions pour les transports publics franciliens qui se chiffre à « au moins 20 millions d'euros ».
Le même jour, le bilan depuis le début des violences est de 99 mairies attaquées, plus de 5 600 véhicules incendiés, près de 1 000 bâtiments brûlés ou dégradés, un peu plus de 250 attaques de commissariats ou de gendarmeries et plus de 700 membres des forces de l'ordre blessés et 35 pour les pompiers. 200 commerces ont été pillés. 300 agences bancaires et 250 bureaux de tabac ont également été détruits à travers la France. Selon le directeur de la DGPN s'exprimant après la fin des émeutes, 150 commissariats ont été « pris à partie, dont certains ont subi des attaques en règle par des dizaines d’émeutiers. »
À Marseille, 400 commerces ont été saccagés ce qui représente 100 millions d'euros de pertes pour les commerçants de la ville.
France Assureurs évalue le coût des émeutes à au moins 650 millions d'euros de dégâts, un montant trois fois plus élevé que celui des émeutes de 2005. Les neuf dixièmes « du coût de ces violences urbaines concernent les 3 900 biens des professionnels et des collectivités locales sinistrés ». Elle dénombre 11 300 déclarations de sinistres. 55 % des sinistres concernent des biens professionnels, 35 % les biens des collectivités locales.
Le 25 août, l'Inspection générale de l'administration (IGA), conjointement avec l'Inspection générale de la Justice (IGJ), rend une mission flash sur « les profils et motivations des délinquants interpellés à l’occasion de l’épisode de violences urbaines ». La statistique des profils des interpellés montre un simple opportunisme, sans lien avec la mort de Nahel.
En avril 2024, la commission des Lois du Sénat écrit que « l’estimation des dommages aux biens atteint le chiffre [...] d’un milliard d’euros. Les 16 400 sinistres déclarés aux assureurs représentent un coût de 793 millions d’euros ».

### Reconstruction des bâtiments publics

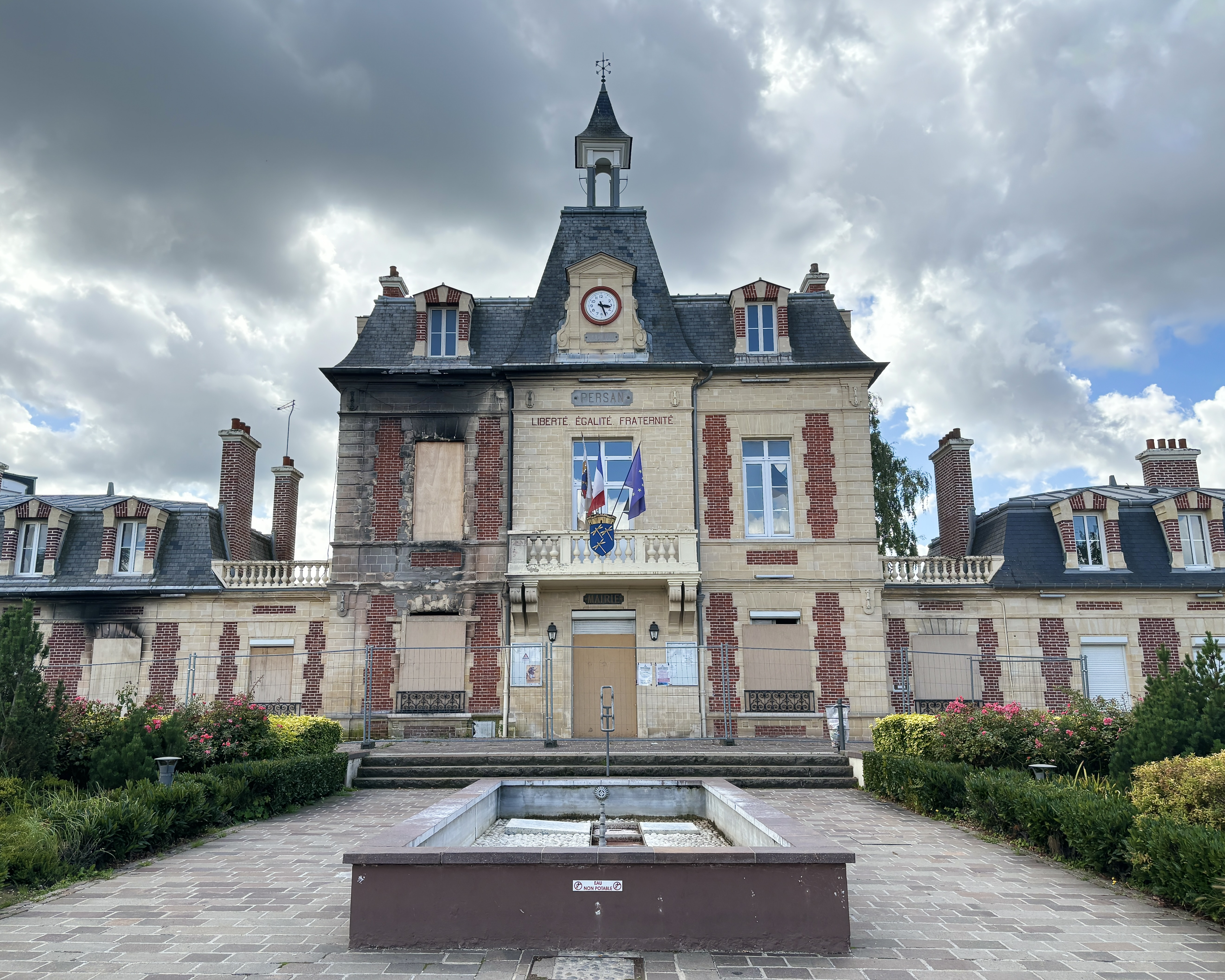
La mairie de Persan en travaux, un peu plus d'un an après avoir été incendiée par des émeutiers durant la nuit du 30 juin 2023- au 1er juillet 2023.

Après une circulaire gouvernementale publiée dès le 5 juillet, le gouvernement Élisabeth Borne présente au Conseil des ministres du 13 juillet un projet de loi visant à faciliter la réhabilitation ou la reconstruction des équipements endommagés ou détruits, notamment en autorisant un taux de subventionnement supérieur au maximum légal de 80 % (bien que le texte ne comporte aucune mesure financière) ou accélérant les formalités urbanistiques ou de marchés publics.
La métropole du Grand Paris vote en juillet la création d'un fonds de soutien de 15 millions d'euros pour aider les communes impactées par les émeutes. Le conseil régional d'Île-de-France acte lui la création d'un fonds de soutien de 20 millions d'euros (18 pour les communes et 2 pour les commerces), pour compléter les sommes versés par les assurances. En septembre 2023, les assureurs chiffrent le bilan à 15 600 sinistrés indemnisables pour un coût global de  730 millions d'euros : les biens des professionnels et des collectivités locales représentent 90 % du coût des violences urbaines.
Durant les émeutes, 250 bâtiments scolaires sont dégradés : 60 font l'objet de départs d'incendies et 13 ont été endommagés de façon importante, en particulier dans les communes de La Verrière, dans les Yvelines et de Mâcon, en Saône-et-Loire. Ainsi, l'école Champollion de Dijon a nécessité 550 000 euros de travaux pour rouvrir à la rentrée. En outre, cinq écoles ne pourront pas rouvrir  en septembre 2023.
Au-delà des travaux des 481 équipements publics endommagés ou détruits, les collectivités territoriales s'inquiètent de leurs assurances. Alors que beaucoup d'assureurs privés se sont détournés de ce marché, la mutuelle des collectivités Smacl assurances (SMACL) (qui assurait les trois quarts des équipements vandalisés), déjà en difficultés financières après les sinistres climatiques exceptionnels de 2022, estime le coût des émeutes de 2023 à 100 millions d'euros, soit cinq fois les dommages constatés en 2005. Pour le dirigeant de la SMACL  Patrick Blanchard, « un soutien de l'Etat doit être envisagé pour protéger les collectivités face aux émeutes et mouvements populaires, [car] si les franchises des assureurs augmentent, les charges de sinistres vont directement peser sur le budget des collectivités ». En revanche, les particuliers ont été moins touchés qu'en 2005 avec 7 000 véhicules endommagés ou incendiés indemnisables pour un coût d'un peu moins de 50 millions d'euros.

## Répression
Les premiers événements donnent lieu à la mise en place d'un important dispositif policier (environ 45 000 policiers et gendarmes mobilisés, contre environ 11 000 au pic des émeutes de 2005). Par ailleurs, l'intervention peut-être irrégulière de militaires en civil à Lorient donne lieu à une enquête.
Certaines communes d'Île-de-France renoncent par précaution à organiser le traditionnel feu d'artifice de la fête nationale. Le ministre de l'Intérieur, Gérald Darmanin maintient un dispositif exceptionnel de 130 000 policiers et gendarmes sont mobilisés pour les soirées des 13 et 14 juillet. La nuit du 13 au 14 juillet se révèle ainsi plus calme que celle de l'an passé avec 218 véhicules incendiés contre 326 en 2022, alors que les policiers ont été visés 23 fois par des tirs d'artifice contre 180 fois en 2022.

### Arrestations et condamnations
Le 30 juin, le ministre de la Justice Éric Dupond-Moretti publie une circulaire appelant à une réponse pénale ferme. 586 personnes sont alors jugées en comparution immédiate et 400 incarcérées, avec de nombreux mandats de dépôts. La dureté et la disproportion des peines prononcées à l'égard de prévenus souvent jeunes — 50 % ont moins de 17 ans — et au casier judiciaire parfois vierge est soulignée,,. Le journal Libération décrit par exemple un "surrégime" de la justice  et Le Monde une justice "rapide". Des magistrats et avocats racontent n'avoir « jamais vu ça » et dénoncent une justice « instrumentalisée », « bâclée » ou « politique ».
Le 4 juillet, un premier bilan fait état d'environ 3 693 personnes placées en garde à vue, dont 1 149 mineurs.
Le 19 juillet, Éric Dupond-Moretti fait état de « 1278 jugements, avec 95 % de condamnations, 1300 déferrements au parquet, 905 comparutions immédiates, 1056 personnes condamnées à une peine d'emprisonnement, dont 742 à une peine ferme avec un quantum moyen des peines fermes de 8,2 mois, et 600 personnes incarcérées » en réponse aux faits survenus entre le 27 juin et le 5 juillet. Selon un bilan intermédiaire au 1er août 2023, plus de 4 000 personnes, dont un tiers de mineurs, ont été interpellées, dont 2 107 ont été jugées et pour 94 % condamnées,. Parmi elles, 1 239 ont été condamnées à une peine de prison ferme ou semi-ferme pour un quantum de peine moyen de 8,9 mois,. Par comparaison, les émeutes de 2005 plus longues mais moins intenses avaient donné lieu à un nombre d'interpellations du même niveau (4 728), mais seulement 400 peines de prison ferme.
Une personne condamnée à 12 mois de prison ferme le 4 juillet pour le pillage du Lookin Optic commis dans la nuit du 29 au 30 juin voit le bail en logement social à Deuil-la-Barre de sa famille résilié. Cependant, le rapport de causalité entre le délit et cette sanction n'est pas forcément aussi direct que le préfet du Val-d'Oise, Philippe Court, le laisse entendre dans son tweet du 23 août montrant le logement vidé de ses occupants et de ses effets, puisque la procédure d'expulsion était déjà enclenchée pour un autre motif qui serait des impayés de loyer, la condamnation ayant pu seulement accélérer l'exécution,,,, une décision d'expulsion du logement pour un motif d'ordre ne pouvant par ailleurs être pris que par la Justice (et non un préfet) si elle est saisie à cet effet d'une demande du bailleur et si l'infraction ou le délit est en rapport avec le trouble de jouissance du logement.
Des enquêtes permettent également des arrestations quelques semaines après les faits grâce à la mobilisation des enquêteurs et de la police scientifique : exploitation de la vidéosurveillance, tests ADN sur les projectiles ou les véhicules, analyse des réseaux sociaux, géolocalisation des téléphones. Ainsi la BRI arrête les auteurs présumés de l'incendie de l'hôtel de ville de Mons-en-Barœul, alors que l'incendiaire présumé du centre administratif de Saint-Denis (Seine-Saint-Denis), confondu par la vidéosurveillance et des tests ADN est mis en détention provisoire dans l'attente de son procès en septembre. En revanche, le 4 août, le tribunal de Bobigny disculpe trois jeunes de Gagny en détention provisoire depuis cinq semaines.
En décembre, six émeutiers sont condamnés à Montargis à des peines de 12 à 24 mois de prison pour le saccage du centre-ville. Aucun d'eux, ni auprès des enquêteurs ni devant la juge n'ont mentionné le sort de Nahel, présenté en juillet comme une justification aux émeutes.

### Projets de sanctions nouvelles
Début juillet, le président de la République Emmanuel Macron évoque de nouvelles sanctions lors d'un échange avec des policiers : « Il faudrait qu'à la première infraction, on arrive à sanctionner financièrement et facilement les familles. Une sorte de tarif minimum dès la première connerie ». Cela conduit le président des Républicains Éric Ciotti à faciliter la suspension des allocations familiales aux familles incriminées.

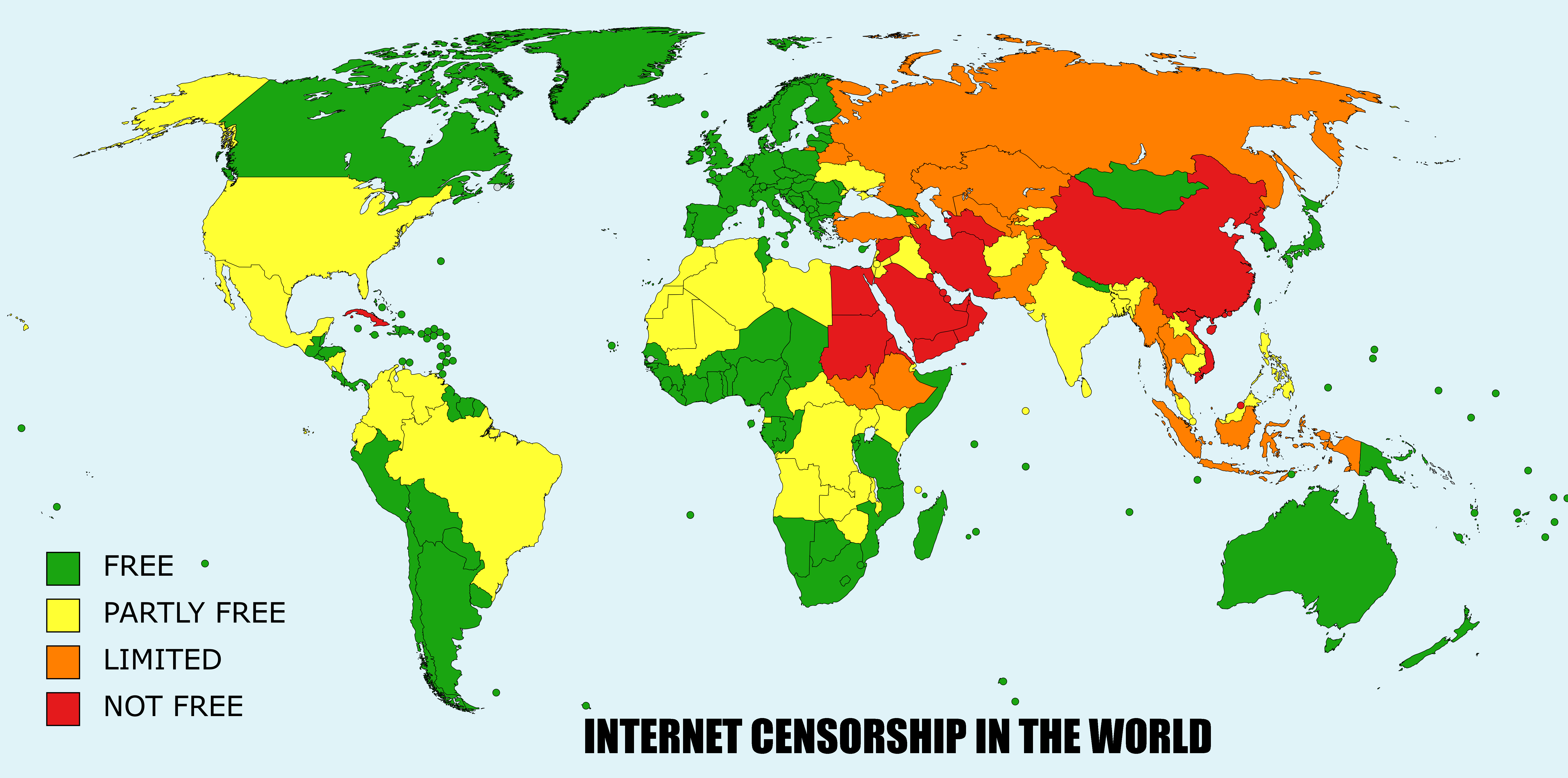
Censure d'Internet dans le monde en 2020.

Devant les maires de communes frappées par les émeutes, Emmanuel Macron évoque l'idée (défendue aussi par le secrétaire national du PCF Fabien Roussel) de limiter, voire de couper l'accès aux réseaux sociaux lors d'épisodes de violences urbaines, deux jours après que l'État ait démenti une rumeur qui lui prêtait la décision de procéder à de telles coupures. Le ministre délégué chargé de la transition numérique, Jean-Noël Barrot, évoquait une « réflexion » sur le sujet qui pourrait aboutir d'ici à la rentrée, mais dans les jours qui suivent l'exécutif se fait moins affirmatif. En effet, cette pratique de blocage n'est jusqu'à présent pratiquée que par des régimes autoritaires. Le droit européen, garantit le droit à la liberté d'expression, alors le Conseil constitutionnel a jugé à plusieurs reprises que les mesures la limitant au nom de la protection de l'ordre public doivent être proportionnées et justifiées. En 2020, il avait ainsi censuré l'essentiel de la proposition de loi contre les contenus haineux sur internet.
Le mensuel Le Monde diplomatique fait un rapprochement de la situation française avec les émeutes de 2011 en Angleterre consécutives à la mort de Mark Duggan, 29 ans, tué par un policier d'une balle dans la poitrine après l'interception du taxi dans lequel il circulait à Tottenham. En début de soirée, des policiers matraquent une jeune fille de 16 ans qui aurait lancé un caillou. Ces faits entraînent des violences qui se propagent les jours suivants à la banlieue de Londres, Birmingham, Liverpool et Manchester.

### Violences policières

#### Victimes

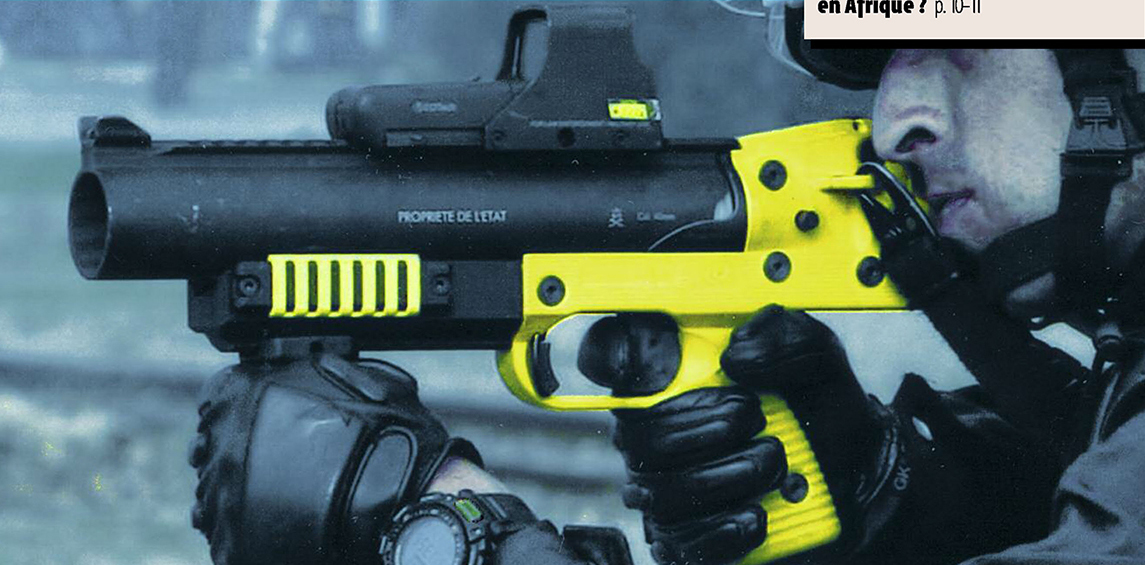
Un agent armant un LBD 40 en 2009.

Dans la nuit du 28 au 29 juin, un jeune homme de 19 ans, de retour d'une soirée, est atteint par un projectile alors qu'il s'abritait dans le renfoncement à l'entrée d'un bâtiment et perd l'œil droit à Montreuil.
Dans la soirée du 29 juin, à Saint-Denis, un jeune homme de 21 ans  est atteint à l'œil droit par un tir de lanceur de balles de défense (LBD). Il perd son œil. La presse révèle ces faits le 20 juillet ; le parquet de Bobigny ouvre une enquête préliminaire et saisit l'Inspection générale de la Police nationale (IGPN) quelques heures plus tard.
Vers 23 h 45 (UTC-3), à Cayenne, Carl Tarade, un agent du service de démoustication de la collectivité territoriale de Guyane âgé de 54 ans, est tué par une balle perdue dans le thorax alors qu'il se trouvait au balcon de sa résidence,. Selon le préfet Thierry Queffélec (en) et le procureur Yves Le Clair, la balle proviendrait des émeutiers qui l'auraient tiré en direction des policiers avant qu'elle ne ricoche,. Selon des habitants du quartier où s'est déroulé le drame, la balle aurait au contraire été tirée par les policiers. La préfecture de Cayenne conteste cette version des faits, arguant que les policiers « se retiraient » et qu'« aucun membre des forces de l'ordre n'a fait usage d'une arme létale »,. L'expertise balistique écarte elle aussi l'hypothèse d'un tir policier.
Dans la nuit du 30 juin, un homme âgé de 24 ans perd lui aussi l'usage d'un œil après le tir d'un LBD. Dans sa plainte, il affirme avoir été touché alors qu'il marchait dans une rue de Nanterre (Hauts-de-Seine) aux alentours de minuit après avoir assisté à la marche blanche en hommage à Nahel. Il se serait évanoui sans avoir été secouru puis conduit à l'hôpital par des passants.
Le même soir, un homme de 25 ans, est plongé dans le coma après qu'il a reçu à la tête un « bean bag » tiré par un policier du RAID à Mont-Saint-Martin (Meurthe-et-Moselle) ; une enquête en flagrance pour « fait de violence volontaire » est confiée à l'IGPN,,. La même nuit à Villetaneuse (Seine-Saint-Denis), une enseignante de 51 ans s'étant trouvée à proximité d'un camion incendié alors qu'elle rentrait à vélo d'une soirée est blessée par deux policiers qui lui fracturent le tibia et le péroné, lui occasionnant une ITT de 45 jours, avant que d'autres policiers ne la dégagent. Une enquête pour violences volontaires par personne dépositaire de l'autorité publique est ouverte par le parquet de Bobigny et confiée à l'IGPN,. À Marseille (Bouches-du-Rhône), à l'angle de la rue Saint-Ferréol et de la rue Davso Abdelkarim Y., 22 ans, perd l'œil gauche après un tir de projectile en passant à proximité de policiers.
Dans la nuit du 1er au 2 juillet à Marseille, après sa soirée de travail à Vauvenargues, Hedi, un homme de 22 ans rejoint un ami vers le port de Marseille. Après qu'ils ont croisé un équipage de la BAC, le jeune homme reçoit un tir de flash-ball dans la tempe, puis est passé à tabac par le groupe de policiers, avant de perdre connaissance et d'être conduit à l'hôpital de la Timone par un épicier. Victime d'une rupture d'anévrisme, il tombe dans le coma dont il sort avec d'importantes séquelles : une partie de sa boîte crânienne lui est retirée, il a la mâchoire cassée, a perdu la vue du côté gauche et est atteint d'un grave traumatisme crânien. Identifiés par la vidéosurveillance, les quatre policiers sont placés en garde à vue dans le cadre d'une information judiciaire ouverte du chef de violences en réunion, et l'un d'entre eux est placé en détention provisoire,,. La victime livre son témoignage sur le site Konbini,, la vidéo est vue en deux jours près de 23 millions de fois.
À Marseille également, un livreur de 27 ans est tué par un probable tir LBD ou par des munitions de calibre 12 de type « beanbag » qui lui aurait causé un arrêt cardiaque, justifiant l'ouverture d'une information judiciaire du chef de coups mortels avec usage ou menace d'une arme par le Parquet de Marseille. Plusieurs policiers  de l'antenne marseillaise du Raid possiblement impliqués dans la mort de Mohamed Bendriss (cousin d'Abdelkarim Y., éborgné la veille) sont placés en garde à vue le 8 août, puis trois sont mis en examen le surlendemain pour « coups mortels » et placés sous contrôle judiciaire. Pour Arié Alimi, l'avocat de la famille, « l’ordre qui a été donné de faire intervenir des policiers du Raid, qui n’ont pas vocation à intervenir dans des violences urbaines, est une faute politique grave ». Toujours dans la nuit du 1er au 2 juillet à Chilly-Mazarin, un garçon de 15 ans perd un œil et a le crâne fracturé à la suite d'un tir de flash-ball.
Le 3 juillet à Angers, Abdel G., âgé de 32 ans, perd l'usage d'un œil à la suite d'un tir de LBD dans le cadre d'une intervention de la police survenue en réaction à des bagarres entre des militants identitaires — qui occupaient un local où était actif le groupuscule l'Alvarium dissous en novembre 2021 — et des personnes s'opposant aux violences policières. Une enquête, ouverte par le parquet d'Angers, est confiée à l'IGPN,.
Par ailleurs, quelques jours après la fin des émeutes, dans le cadre d'une manifestation à Paris appelée Place de la République le 8 juillet par Assa Traoré, son frère Youssouf est violemment interpellé par la police au moment de la dispersion, le plaquage ventral lui causant des fractures et une hospitalisation. Une enquête administrative est diligentée pour des violences commises par des policiers sur trois journalistes qui filmaient cette interpellation.
Le 19 juillet, la cheffe de l'Inspection générale de la Police nationale, Agnès Thibault-Lecuivre, déclare devant la commission des Lois de l'Assemblée nationale que son service est saisi de vingt-et-une enquêtes « de nature et de gravité très différentes » sur les agissements des forces de l'ordre lors des manifestations et violences ayant suivi la mort de Nahel Merzouk.
Le  29 août, un policier est placé en garde à vue à la suite d'une nouvelle enquête ouverte à Marseille pour violences policières présumées dans la nuit du 1er au 2 juillet. Otman, la victime alléguée, sortait d'un bureau de tabac qui venait d'être pillé quand il aurait été interpellé et agressé par plusieurs policiers. Il dépose plainte le 19 juillet, l'IGPN assure l'enquête,.

#### Débat sur la détention provisoire de policiers

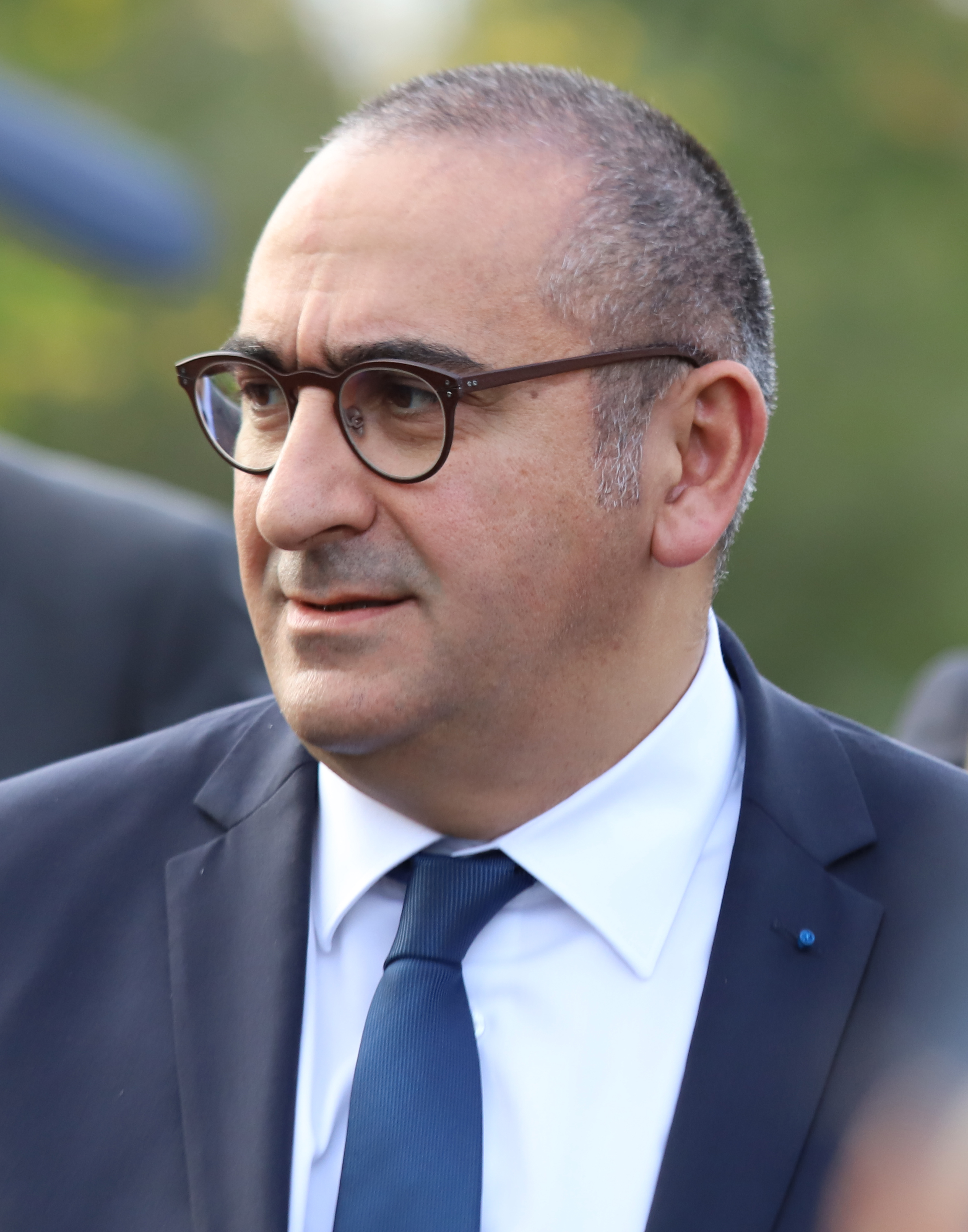
Laurent Nuñez, préfet de police de Paris.

Le 22 juillet, au lendemain de la mise en détention provisoire d'un policier mis en cause pour des violences commises à dans la nuit du 1er au 2 juillet 2023 contre Hedi, le directeur général de la Police nationale, Frédéric Veaux, se rend à l'hôtel de police de Marseille pour rencontrer les agents de la BAC. Le DGPN dit souhaiter voir libéré le policier incarcéré la veille, car « le savoir en prison m’empêche de dormir », « de façon générale, je considère qu'avant un éventuel procès, un policier n'a pas sa place en prison, même s'il a pu commettre des fautes ou des erreurs graves dans le cadre de son travail », mais « la justice ne cède jamais à la pression médiatique ou de la rue, elle traite les dossiers ». Les syndicats policiers ont appelé à un service minimum après la mise en détention d'un de leur collègue. Le secrétaire général du syndicat des commissaires de la Police Nationale, David Le Bars, réclame que dans le cadre de faits commis en mission, « la détention provisoire doit être l’exception (..) Il faut que la justice ne traite pas un policier en mission de police comme un délinquant ».
Le préfet de police de Paris, Laurent Nuñez, rappelant avoir été préfet de police à Marseille, tweete dans la soirée, « Je partage les propos du DGPN ». Souhaitant que le Code de procédure pénale soit réformé pour les policiers, les organisations syndicales de police sont reçues le 27 juillet par le ministre de l'Intérieur Gérald Darmanin, qui affirme ensuite que « les policiers ne peuvent pas être les seules personnes pour lesquelles la présomption d'innocence ne compte pas ». Ces deux déclarations suscitent de fortes réactions politique : le député et premier secrétaire du PS Olivier Faure estime que Frédéric Veaux, Laurent Nuñez et Gérald Darmanin qui « défient les règles républicaines et les grands principes qui nous régissent : l'indépendance de la justice, la séparation des pouvoirs et l'égalité des citoyens devant la loi devraient démissionner ». L'ensemble de ces prises de position de l'exécutif suscitent une réaction des instances judiciaires : la Conférence nationale des premiers présidents de cours d'appel (CNPP) et la Conférence nationale des procureurs généraux (CNPG) publient un communiqué commun le 28 juillet pour s'inquiéter d'une « dégradation de l'Etat de droit » et expriment leurs craintes « qu'une forme de radicalisation des positions s'installe parmi les fonctionnaires de police, facilitée par les atteintes publiques de leurs plus hautes autorités aux principes de la séparation des pouvoirs et de l'indépendance judiciaire ».
À l'instar de la cagnotte en faveur du policier à l'origine de la mort de Nahel Merzouk, une cagnotte en ligne est ouverte par l'amicale de la BAC Sud en soutien aux agents poursuivis, qui affiche des dons dépassant 50 000 euros en une semaine.

#### Controverse sur l'utilisation d'armes non létales
L'ONG, Action des chrétiens pour l'abolition de la torture, dénonce l'utilisation des « bean bags », « Il y a déjà plusieurs organismes qui se sont inquiétés de l'utilisation de ces « bean bags », notamment la Société française de médecine d'urgence, qui ont dit qu'ils pouvaient être responsables de lésions sévères, voire mortelles. Maintenant, ils sont utilisés dans le contexte de maintien de l'ordre. On demande que ces armes soient totalement interdites. On a la preuve que la mobilisation de ces corps-là, le RAID et la BRI, n'est pas du tout adaptée à ce type d'événement ».

### Stigmatisation
Les commentaires qui accompagnent les émeutes après la mort de Nahel Merzouk donnent lieu à des propos jugés stigmatisants par des parents des quartiers populaires.
Le maire de Saint-Gratien réclame les « noms des auteurs » avant de lancer la reconstruction d'un centre culturel, ce qui est perçu comme une appel à la « délation » par la Ligue des droits de l'homme (LDH).
Au Blanc-Mesnil, la municipalité décide de priver l'ensemble des habitants (dont beaucoup n'ont pas accès aux vacances) de la plage urbaine estivale, du bal et du feu d'artifice de la Fête nationale. Elle réalise un affichage annonçant que les économies réalisées serviront à rembourser les dégradations, ce que Mediapart qualifie de « punition collective ». Le sénateur et ancien maire annonce vouloir priver d'activités les mineurs qui auraient participé aux révoltes, qu'il traite alors de « petits connards ». En revanche, la commune de Nanterre ouvre sa plage estivale mi-juillet car pour le maire Patrick Jarry, « après les événements éprouvants que nous venons de vivre, et un début d’année difficile pour beaucoup, nous avons toutes et tous envie et besoin de nous retrouver, au cœur de nos quartiers ».
Le préfet de l'Hérault, Hugues Moutouh, préconise pour sa part une réponse des parents, par la formule « Si demain vous attrapez votre gamin qui descend dans la rue pour brûler des véhicules de police ou caillasser des pompiers ou piller des magasins, la méthode, c'est quoi ? C'est deux claques et au lit ! » ; celle-ci crée la polémique et est fortement critiquée par des personnalités de gauche comme violente et illégale,. Trois députés de La France Insoumise annoncent saisir le procureur de la République pour ces propos « l'existence de faits pouvant constituer une infraction sur la base de l'article 40 de procédure pénale »
Dans certaines villes, comme Angers, Lyon ou Chambéry, des militants d'extrême droite se livrent à des violences et des intimidations publiques ou sur les manifestants réclamant justice pour Nahel Merzouk. Des journalistes et des militants antiracistes témoignent d'une hausse des menaces et insultes reçues sur les réseaux sociaux, venant en particulier de l'extrême droite. Le 10 août à Angers, des quatre prévenus, un est condamné à trois mois de prison avec sursis et les trois autres relaxés.
Après l'interdiction par la préfecture du Val-d'Oise de la manifestation annuelle en mémoire d'Adama Traoré à Persan et Beaumont-sur-Oise le 8 juillet, une nouvelle manifestation à Paris contre les violences policières le 15 juillet est également interdite par la préfecture de police. Pour Samia el Khalfaoui, dont le neveu Souheil a été tué par un policier à Marseille en août 2021, « On nous empêche de manifester. On nous fait comprendre qu’on ne compte pas (...) Notre objectif, ce n’est pas la confrontation, c’est d’interpeller le gouvernement. Il faut abroger l’article 435-1 de la loi de 2017 ».
Les évènements donnent plus largement  lieu à la diffusion de discours hostiles à l'immigration. Selon un sondage Odoxa-Backbone Consulting pour Le Figaro, une grande majorité de Français (84 %) dénoncerait le  « déchaînement de violence » qui a suivi la mort de Nahel Merzouk. Les sympathisants LFI se distinguent en étant les seuls à « comprendre » les émeutiers (60 %). Le soutien populaire aux forces de l'ordre resterait important (64 %), mais seulement 27 % des sondés seraient satisfaits de l'action du gouvernement. La hausse de la délinquance et la disparition de l'autorité sont évoqués comme étant les deux premiers facteurs explicatifs des émeutes. Les événements seraient également perçus aux yeux des sondés comme « la conséquence des défaillances de notre politique migratoire ». Le durcissement du projet de loi concernant l'immigration, dont le vote est prévu à l'automne 2023, serait réclamé par 59 % des sondés. Des responsables politiques de droite et d'extrême droite font également le lien entre les événements et l'immigration, le député RN Jean-Philippe Tanguy parlant de « nationalité faciale » (faisant référence à l'expression xénophobe « français de papier ») ou, pour le sénateur LR Bruno Retailleau, de « régression vers les origines ethniques » chez des Français de deuxième voire troisième génération. En lien avec cette affaire, le parti LR présente le 6 juillet un « plan pour restaurer l'ordre public » concernant la justice et l'immigration.
Dans le Val-d'Oise, la préfecture procède à des expulsions de leurs logements sociaux de personnes condamnées pour leur participation aux émeutes, mais aussi de leurs proches innocents. Ces expulsions, accompagnées de la diffusion de photographies par la préfecture, sont vivement critiquées, notamment par des acteurs de l'aide aux démunis,.

## Réactions internationales
Les émeutes de 2023 sont scrutées à travers le monde, au prisme, selon les pays, des questions sécuritaires, culturelles, migratoires ou raciales. Pour les médias étrangers, elles agitent le spectre des émeutes de 2005 et réveillent les fractures d'une France en prise avec son histoire « révolutionnaire », suscitant également des interrogations sur le modèle d'intégration à la française et les violences policières.
Le 29 juin 2023, les États-Unis recommandent la prudence à leurs ressortissants en France, suivis le lendemain par la Norvège, le Royaume-Uni et la Turquie[pertinence contestée].
En Pologne, le président du Conseil des ministres Mateusz Morawiecki souligne le contraste entre les « scènes de chaos » présentes dans des villes françaises et la quiétude des villes polonaises. Partisan d'une grande fermeté en matière migratoire, il établit clairement « un lien entre les émeutes dans l'Hexagone et la porosité des frontières européennes »,.
Le porte-parole du ministère iranien des Affaires étrangères, Nasser Kanaani, appelle, le 2 juillet, le gouvernement français à « prêter attention aux demandes des manifestants » et à « mettre fin à la violence contre son peuple ». Il ajoute qu'« en raison de la situation précaire et imprévisible en France », les citoyens iraniens y résidant ne doivent « pas sortir dans la rue » et que ceux n'y résidant pas doivent « éviter de s'y rendre » sauf en cas de nécessité,.
Le président turc Recep Tayyip Erdoğan déclare que le « passé colonial » et le « racisme institutionnel » en France sont à l'origine de cette flambée de violences. Selon lui, « la plupart des immigrants qui sont condamnés à vivre dans des ghettos, systématiquement opprimés, sont musulmans ».

### Couverture médiatique
En France, le mouvement est abondamment traité par la presse nationale et locale. Il est également suivi de manière détaillée par des médias indépendants comme le compte Twitter Cerfia, un des comptes d'actualités les plus suivis avec 650 000 abonnés crée en novembre 2022. Géré par une associative créé en 2020, le compte salué pour sa rigueur, mais comportant plusieurs captations violentes, est alimenté en informations et vidéos par 35 bénévoles. D'autres comptes ont cessé de publier au cours des émeutes comme Mediavenir. Après des signalements, les autorités ont demandé la suppression de plusieurs vidéos d'AlertesInfo.
Les émeutes sont suivies avec attention à l'étranger. Au Royaume-Uni, The Daily Telegraph estime que « le monde regarde avec incrédulité la France se déchirer » et que « Macron perd le contrôle » face à un « mauvais maintien de l'ordre ». Le quotidien allemand Bild s'émeut des « appels répétés à "Allahu akbar" et des incidents antisémites » en marge des violences, attribuées par la Pologne aux flux migratoires connus par la France.
Aux États-Unis, le point de vue est parfois différent, The New York Times insistant sur le « profond ressentiment » des banlieues envers une police accusée de racisme.

## Débats politiques nationaux

### Sur les émeutes

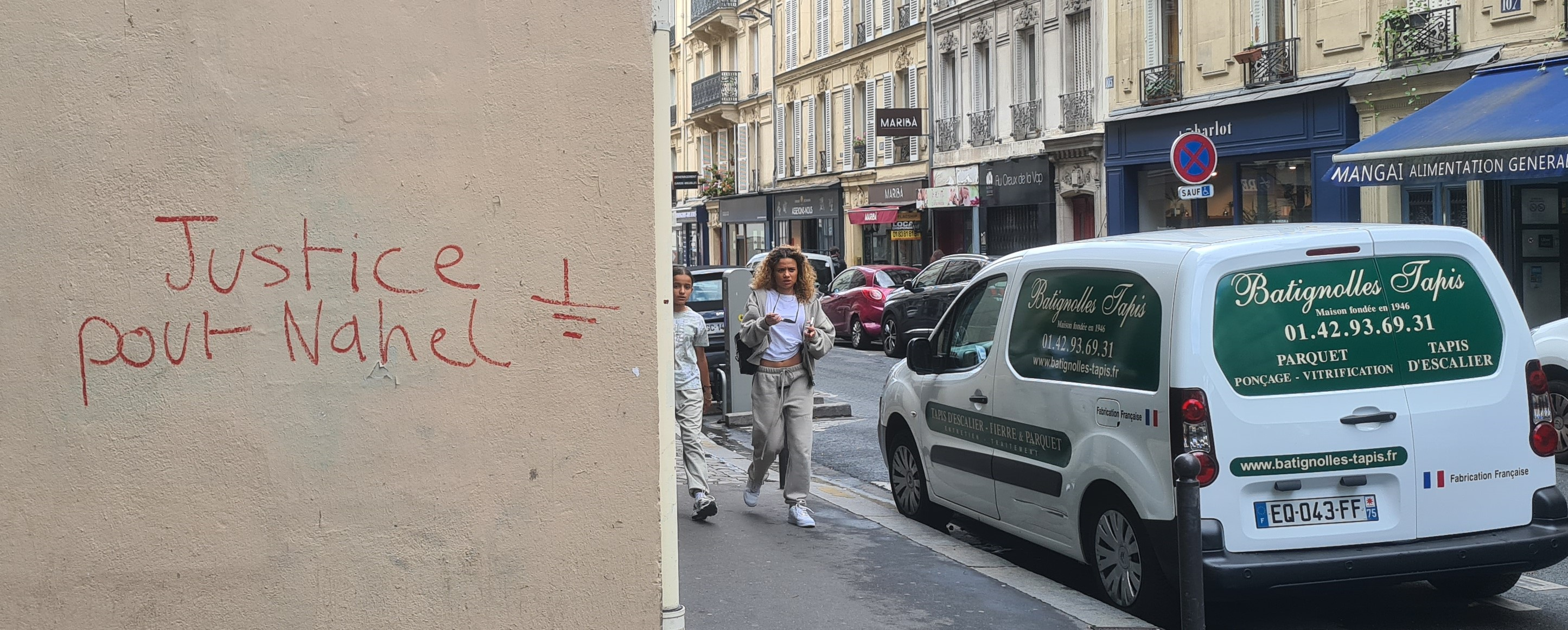
Grafiti sur un mur de la rue Legendre, à Paris « Justice pour Nahel » à côté du logo des Soulèvements de la Terre, fin juin 2023

Le député LFI David Guiraud déclare le 29 juin : « Ce sont les policiers qui doivent se calmer […] Je n'appelle pas au calme, j'appelle à la justice. C'est ça l'enjeu, c'est la justice. Les appels au calme, c'est facile ». Il reprend ainsi le message du slogan Pas de justice, pas de paix, scandé pendant les manifestations, en plaçant la justice avant la paix. C'est aussi le cas de Marine Tondelier d'Europe Écologie Les Verts : « Sans justice et sans vérité, il n'y aura pas de paix »,. Par contre, le secrétaire national du Parti communiste Fabien Roussel appelle au calme et le président socialiste du conseil départemental de la Seine-Saint-Denis Stéphane Troussel déclare : « ma responsabilité d'élu est évidemment d'appeler au calme, car rien ne se règle par la violence, mais ma responsabilité d'élu est aussi de comprendre la colère et d'appeler à la vérité et la justice pour Nahel ». Après la deuxième nuit d'émeutes, le président des Républicains (LR) Éric Ciotti et le dirigeant de Reconquête, Éric Zemmour, appellent à déclarer l'état d'urgence, qui n'a été mis en place que six fois depuis son instauration en 1955 pendant la guerre d'Algérie.
Le 30 juin, dans une allocution sur les réseaux sociaux, Marine Le Pen demande à Emmanuel Macron de recevoir « sans plus attendre » les formations représentées à l'Assemblée nationale « pour évoquer la situation grave » du pays et « les initiatives » pour y faire face. Elle ajoute : « Il n'y a pas d'autre solution immédiate que le retour à l'ordre républicain par le biais de couvre-feux sectoriels et, si la situation devait perdurer ou s'aggraver, par la déclaration de l'état d'urgence ».
Devant la commission des lois de l'Assemblée nationale réunie le 19 juillet 2023, le ministre de l'intérieur a écarté une indépendance de l'IGPN et de l'IGGN, tout comme un changement de la loi relative au refus d'obtempérer que, selon lui, le « policier n'a manifestement pas respecté » et donc « changer le droit n'aurait donc pas changé grand-chose ».

### Sur les causes des émeutes
L'accusation d'Emmanuel Macron que les émeutiers « vivent dans la rue les jeux vidéo qui les ont intoxiqués » est considérés par des psychologues et scientifiques comme « stéréotypée », « sans aucun fondement scientifique » et « une façon pour les politiques de parler à un électorat conservateur, et de ne pas se confronter aux véritables problèmes »,.
Le quotidien Libération rappelle que dans l'année précédant la mort de Nahel Merzouk, il y a eu en moyenne un mort par mois à la suite de refus d'obtempérer. La justification apportée par la police, qui est que le tir est une réaction à la mise en danger des policiers impliqués, est parfois contredite par des vidéos, ce qui suscite un débat. Les formations de gauche appellent à revenir sur la modification législative introduite en 2017, qui faciliterait ces tirs.
Des footballeurs internationaux prennent position comme Aurélien Tchouaméni qui appelle à la révision des rapports entre la police et la population et rappelle la prévalence du contrôle au faciès : « j’aimerais comprendre pourquoi depuis des années, des jeunes meurent lors de contrôles de police qui semblent anodins. Comprendre pourquoi la gâchette semble beaucoup moins lourde quand il s’agit d’un certain type d’individus (...) Je sais aussi que la question centrale se situe dans le juste milieu entre la légitimé et l’illégalité du recours à la force [et à] rétablir la confiance des citoyens envers leur police »,.
Après deux jours d'émeutes, le maire PCF  de Grigny, Philippe Rio, réagit à la poursuite des violences en expliquant : « On est tous hyper mobilisé, on s'est remis en mode 2005. Mais depuis 2005, les choses ont empiré : les réseaux sociaux sont apparus, les populations se sont paupérisées, le rapport à l'État s'est dégradé ».
Pour l'historien français Pierre Vermeren, les violences urbaines ne s'expliqueraient pas seulement par les inégalités économiques et sociales, et les causes seraient d'après lui « essentiellement historiques et culturelles ».

### Annonces gouvernementales après les émeutes
L'exécutif ne prend pas de décisions rapides après les rencontres de Saint-Denis lors desquelles le président de la République Emmanuel Macron reçoit en août 2023 les chefs de partis politiques. Une semaine avant sa tenue prévue, le comité interministériel des villes du 9 octobre est une nouvelle fois repoussé, alors que le Conseil national de la refondation convoqué à la hâte le 5 octobre ne débouche sur aucune annonce gouvernementale, ce qui déçoit les associations d'élus, comme le maire d'Allonnes et président de l'association Ville & Banlieue Gilles Leproust qui estime que « ce sont des méthodes de travail insupportables et irrespectueuses. Le président de la République n’a aucune ambition pour les quartiers populaires ».

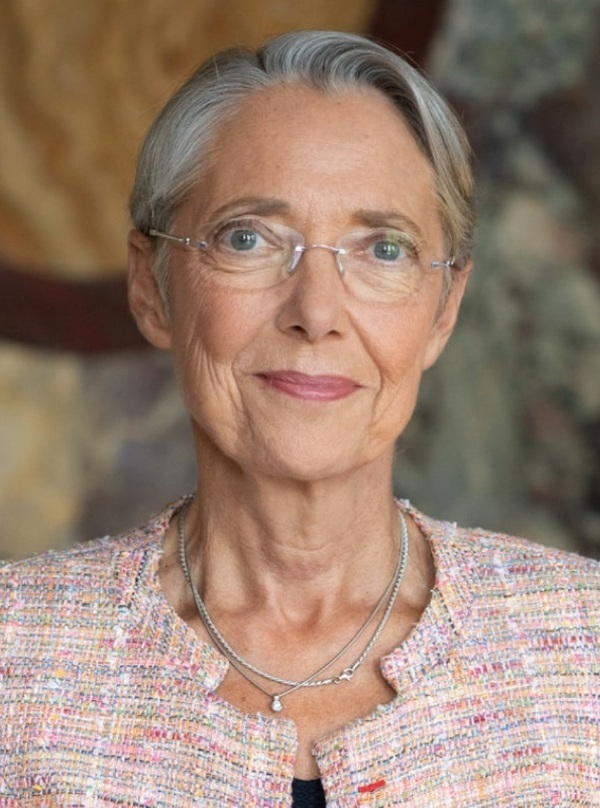
La Première ministre Élisabeth Borne est chargée d'annoncer en deux temps la réponse de l'État.

Les annonces gouvernementales se font en deux temps les 26 et 27 octobre sous la responsabilité de la première ministre Élisabeth Borne, d'abord en détaillant une réponse sécuritaire puis le lendemain en présentant le volet social de la réponse. Dans son éditorial suivant ces deux initiatives, le quotidien Le Monde souligne que l'événement déclencheur des émeutes est lié à la pratique policière des contrôles d'identité, dans un contexte où le Conseil d'État vient de relever que le contrôle au faciès « ne peut être regardé comme se réduisant à des cas isolés », et que « le silence de l’exécutif sur la question lancinante de la violence des rapports entre jeunes et police, et ses annonces très limitées sur les discriminations, ne sont pas de bon augure », alors même que les mesures sociales annoncées par le Gouvernement ne sont pas de nature à rééquilibrer le désavantage touchant que les QPV qui ont « quatre fois moins de moyens qu'ailleurs, rapporté au nombre d'habitants ».
Au grand amphithéâtre de la Sorbonne, Élisabeth Borne présente devant 250 élus une série de mesures, restant à valider par une loi, destinées à « réaffirmer l’autorité et l’ordre républicain » » comme en portant l'amende pour non-respect du couvre-feu au quintuple à 750 euros ou encore la mise à contribution financière des parents d'enfants délinquants pour les dégradations commises,. Il en est de même pour la possibilité de placer même sans accord préalable des enfants dans des unités éducatives de la PJJ et la possibilité d'un « encadrement militaire de la jeunesse »,. Il est annoncé que les polices municipales pourraient accomplir certains actes de police judiciaire, mais des dispositions en ce sens avaient été invalidées par le Conseil constitutionnel. Des « forces d'action républicaine » associant policiers, magistrats et personnels sociaux doivent être déployés de manière conjointe avec des premiers tests à Besançon, Valence et Maubeuge d'ici la fin 2023. Les mesures de soutien à la parentalité ou l'apport de 100 millions d'euros pour la réparation et la reconstruction des bâtiments publics endommagés ou détruits passent au second plan de ces annonces à la tonalité essentiellement martiale,.
Le 27 octobre 2023, pour le Conseil interministériel des villes tenu à Chanteloup-les-Vignes (Yvelines) et qui doit s'inscrire dans le cadre de la mise en œuvre du plan Quartiers 2030. Après les prises de ministres (logement, éducation, ville…), les élus présents sont déçus, retenant « quelques bonnes mesures » mais « sans vision » globale et ignorant la question de la relation police-population. La première ministre Élisabeth Borne quitte le CIV sans répondre à la presse,.
Parmi les mesures saluées figurent le doublement de la part du fonds vert (aides à la rénovation centrée sur l'adaptation au réchauffement climatique avec un objectif de 15 % ; le déploiement d'un fonds de 300 millions d'euros sur trois ans en faveur des associations pour l'insertion professionnelle des publics les plus éloignés de l'emploi  ; la prolongation du NPNRU au-delà de 2030 et l'annonce d'ici quelques mois d'un projet de loi contre le logement indigne et la gestion des copropriétés,. Le Gouvernement annonce des mesures parfois déjà annoncés précédemment comme la signature des contrats de ville 2024-2030 sur la base d'une géographie prioritaire actualisée, la scolarisation des enfants avant 3 ans et l'accueil des élèves de 8 heures à 18 heures dans les collèges d'éducation prioritaire à partir de la rentrée 2024, la généralisation progressive des cités éducatives dans les QPV, la poursuite du déploiement des espaces France services, l'arrivée de 1 000 éducateurs socio-sportifs, la création de 62 Quartiers de reconquête républicaine et de de 1 300 postes de policiers.
La DILCRAH est chargée de mener à partir de 2024 des testings pour lutter contre les pratiques discriminatoires dans l'accès aux stages, à l'embauche, au logement, ou aux prêts bancaires avec un objectif « à terme » de 500 entreprises par an,. Une mesure symbole est l'annonce d'une circulaire aux préfets demandant de ne plus reloger les foyers relevant du DALO « les plus précaires » dans les logements sociaux en QPV, mais elle laisse perplexe la maire de Chanteloup Catherine Arenou, qui la juge « très positive dans le principe mais que les préfets auront beaucoup de mal à appliquer vu qu’il n’y aura nulle part ailleurs où les loger ». De même, le président de l'association Ville & Banlieue, le maire PCF d'Allonnes Gilles Leproust dénonce que « Ces mesures ne s’attaquent pas aux vrais problèmes du logement : le fait qu’il ne s’en construit plus et que certaines communes refusent de se conformer à la loi SRU, qui leur impose de disposer d’un nombre minimum de logements sociaux ».

### Terminologie
Au cours des événements, la majorité des médias français et des membres du gouvernement font le choix de parler d'« émeutes ». Pour autant, le terme ne fait pas consensus et des auteurs, des militants syndicaux comme Anasse Kazib, des responsables politiques de LFI comme Louis Boyard ou Jean-Luc Mélenchon, des sociologues comme Kaoutar Harchi, et des journalistes, estiment notamment qu'il contribue à dépolitiser les événements. Ils revendiquent ainsi au côté de certains médias comme Bondy Blog l'emploi du terme « révolte » ou « révoltes urbaines », qu'ils jugent plus juste.
Pour Sami Zegnani, maître de conférences en sociologie à l'université de Rennes, les violences sont également à lire comme des révoltes et non des émeutes : « Le terme « émeutes » réduisant ces violences à une simple délinquance urbaine alors qu'elles revêtent une dimension politique indéniable » dans un contexte d'inégalités sociales croissantes.

## Conséquences
Fin 2023, la ministre des solidarités, Aurore Bergé, annonce la création d'une commission sur la parentalité censée répondre à la crise mise au jour par les émeutes. Les mesures évoquées initialement incluent « des travaux d'intérêt général pour les parents défaillants, le paiement d'une contribution financière pour les parents d'enfants coupables de dégradations auprès d'une association de victimes et une amende pour les parents ne se présentant pas aux audiences qui concernent leurs enfants »,. Plusieurs membres de la commission démissionnent après avoir découvert dans la presse qu'elle était présentée comme une réponse aux émeutes de juin.
La sénat a émis 25 recommandations, comme le blocage de certaines fonctionnalités des réseaux sociaux, l'encadrement de l’achat de mortiers, moderniser le matériel des forces de l’ordre, améliorer la formation des forces de l'ordre, former « des unités spéciales à l’intervention en contexte émeutiers », augmenter « la capacité de munition », assurer la sécurisation des armureries ou une meilleure coordination des polices.